# República Socialista Federativa da Iugoslávia
A República Socialista Federativa da Iugoslávia (RSFI) (português brasileiro) ou Jugoslávia (RSFJ) (português europeu), comumente referida como Iugoslávia (português brasileiro) ou Jugoslávia (português europeu), era um país da Europa, situado na área Central e Sudeste. Surgiu em 1945, após a Segunda Guerra Mundial, e durou até 1992, com a dissolução da Iugoslávia ocorrendo como consequência das Guerras Iugoslavas. Abrangendo uma área de 255.804 nos Bálcãs, a Iugoslávia fazia fronteira com o Mar Adriático e a Itália a oeste, com a Áustria e a Hungria ao norte, com a Bulgária e a Romênia a leste e com a Albânia e a Grécia ao sul. Era um estado socialista unipartidário e uma federação governada pela Liga dos Comunistas da Iugoslávia, e tinha seis repúblicas constituintes: Bósnia e Herzegovina, Croácia, Macedônia, Montenegro, Sérvia e Eslovênia. Dentro da Sérvia estava a capital iugoslava de Belgrado, bem como duas províncias iugoslavas autônomas: Kosovo e Voivodina.
A RSF Iugoslávia tem suas origens em 26 de novembro de 1942, quando o Conselho Antifascista para a Libertação Nacional da Iugoslávia foi formado durante a Segunda Guerra Mundial para resistir à ocupação do Reino da Iugoslávia pelo Eixo. Após a libertação do país, o rei Pedro II foi deposto, a monarquia terminou e, em 29 de novembro de 1945, foi proclamada a República Popular Federal da Iugoslávia. Liderado por Josip Broz Tito, o novo governo comunista ficou do lado do Bloco Oriental no início da Guerra Fria, mas seguiu uma política de neutralidade após a ruptura Tito-Stalin em 1948; tornou-se um dos membros fundadores do Movimento Não Alinhado e fez a transição de uma economia planificada para o socialismo de mercado.
Após a morte de Tito em 4 de maio de 1980, a economia iugoslava entrou em colapso, o que aumentou o desemprego e a inflação. A crise econômica levou ao aumento do nacionalismo étnico e da dissidência política no final dos anos 1980 e início dos anos 1990. Com a queda do comunismo na Europa Oriental, os esforços para fazer a transição para uma confederação falharam; as duas repúblicas mais ricas, Croácia e Eslovênia, se separaram e ganharam algum reconhecimento internacional em 1991. A federação foi dissolvida ao longo das fronteiras das repúblicas federadas, acelerada pelo início das guerras iugoslavas e formalmente dissolvida em 27 de abril de 1992. Duas repúblicas, Sérvia e Montenegro, permaneceram dentro de um estado reconstituído conhecido como República Federal da Iugoslávia, ou RF da Iugoslávia, mas este estado não foi reconhecido internacionalmente como o único estado sucessor da RSF Iugoslávia. "Antiga Iugoslávia" agora é comumente usado retrospectivamente.

## Nome
Uma tradução de Jugoslavija seria "Sul-Slavia" ou "Terra dos eslavos do sul". O nome oficial completo da federação variou significativamente entre 1945 e 1992. A Iugoslávia foi formada em 1918 sob o nome de Reino dos Sérvios, Croatas e Eslovenos. Em janeiro de 1929, o rei Alexandre I assumiu a ditadura do reino e o renomeou como Reino da Iugoslávia, tornando pela primeira vez o termo "Iugoslávia" — que havia sido usado coloquialmente por décadas (mesmo antes da formação do país) — o nome oficial do Estado. Depois que o Reino foi ocupado pelo Eixo durante a Segunda Guerra Mundial, o Conselho Antifascista para a Libertação Nacional da Iugoslávia (AVNOJ) anunciou em 1943 a formação da Iugoslávia Federal Democrática nas áreas controladas pela resistência substancial do país. O nome deixou deliberadamente a questão da república-ou-reino em aberto. Em 1945, o rei Pedro II foi oficialmente deposto, com o estado reorganizado como uma república e, consequentemente, renomeado como República Popular Federal da Iugoslávia, com a constituição entrando em vigor em 1946. Em 1963, em meio a amplas reformas constitucionais liberais, o nome República Socialista Federativa da Iugoslávia foi introduzido. O estado é mais comumente referido pelo último nome, que ocupou por um período mais longo de todos. Das três principais línguas iugoslavas, o nome servo-croata e macedônio para o estado era idêntico, enquanto o esloveno diferia ligeiramente na capitalização e na ortografia do adjetivo socialista. Os nomes são os seguintes:
- Servo-croata e Macedônio:
  - Latim: Socijalistička Federativna Republika Jugoslavija
  - Cirílico: Социјалистичка Федеративна Република Југославија

- Esloveno: Socialistična federativna republika Jugoslavija

Devido ao tamanho do nome, as abreviaturas eram frequentemente usadas para se referir à República Socialista Federal da Iugoslávia, embora o estado fosse mais comumente conhecido simplesmente como Iugoslávia. A abreviação mais comum é RSFI, embora RSF Iugoslávia também tenha sido usada oficialmente, principalmente pela mídia.

## História

### Segunda Guerra Mundial

Mapa da Iugoslávia com a divisão do território em zonas nacionais e de ocupação

Em 6 de abril de 1941, a Iugoslávia foi invadida pelas potências do Eixo lideradas pela Alemanha Nazi; em 17 de abril de 1941, o país estava totalmente ocupado e logo dividido pelo Eixo. A resistência iugoslava logo foi estabelecida em duas formas, o Exército Real Iugoslavo na Pátria e os Partisans Iugoslavos Comunistas. O comandante supremo partidário era Josip Broz Tito e, sob seu comando, o movimento logo começou a estabelecer "territórios libertados" que atraíram a atenção das forças de ocupação. Ao contrário das várias milícias nacionalistas que operavam na Iugoslávia ocupada, os Partisans eram um movimento pan-iugoslavo que promovia a "fraternidade e unidade" das nações iugoslavas e representava os elementos republicanos, de esquerda e socialistas do espectro político iugoslavo. A coalizão de partidos políticos, facções e indivíduos proeminentes por trás do movimento foi a Frente Popular de Libertação (Frente Jedinstveni narodnooslobodilački, JNOF), liderada pelo Partido Comunista da Iugoslávia (KPJ).
A Frente formou um corpo político representativo, o Conselho Antifascista para a Libertação do Povo da Iugoslávia (AVNOJ, Antifašističko Veće Narodnog Oslobođenja Jugoslavije ). O AVNOJ, que se reuniu pela primeira vez em Bihać, libertada pelos partisans, em 26 de novembro de 1942, reivindicou o status de assembleia deliberativa da Iugoslávia (parlamento).
Durante 1943, os guerrilheiros iugoslavos começaram a atrair a atenção dos alemães. Em duas grandes operações, Fall Weiss (janeiro a abril de 1943) e Fall Schwartz (15 de maio a 16 de junho de 1943), o Eixo tentou acabar com a resistência iugoslava de uma vez por todas. Na Batalha de Neretva e na Batalha de Sutjeska, o Grupo Operacional Principal Partidário de 20.000 homens enfrentou uma força de cerca de 150.000 soldados combinados do Eixo. Em ambas as batalhas, apesar das pesadas baixas, o Grupo conseguiu escapar da armadilha e recuar para um local seguro. Os guerrilheiros emergiram mais fortes do que antes e agora ocupavam uma porção mais significativa da Iugoslávia. Os eventos aumentaram muito a posição dos guerrilheiros e concederam-lhes uma reputação favorável entre a população iugoslava, levando a um aumento no recrutamento. Em 8 de setembro de 1943, a Itália fascista capitulou aos Aliados, deixando sua zona de ocupação na Iugoslávia aberta aos guerrilheiros. Tito aproveitou os acontecimentos para libertar brevemente a costa da Dalmácia e suas cidades. Isso garantiu armamento e suprimentos italianos para os guerrilheiros, voluntários das cidades anteriormente anexadas pela Itália e recrutas italianos que cruzavam para os Aliados (a Divisão Garibaldi). Após essa cadeia favorável de eventos, o AVNOJ decidiu se reunir pela segunda vez — agora em Jajce, libertada pelos partisans. A Segunda Sessão do AVNOJ durou de 21 a 29 de novembro de 1943 (logo antes e durante a Conferência de Teerã) e chegou a várias conclusões significativas. O mais significativo deles foi o estabelecimento da Iugoslávia Federal Democrática, um estado que seria uma federação de seis repúblicas eslavas do sul iguais (em oposição à alegada predominância sérvia na Iugoslávia pré-guerra). O conselho decidiu por um nome "neutro" e deliberadamente deixou em aberto a questão "monarquia x república", determinando que Pedro II só teria permissão para retornar do exílio em Londres após um resultado favorável de um referendo pan-iugoslavo sobre a questão. Entre outras decisões, o AVNOJ decidiu formar um órgão executivo provisório, o Comitê Nacional para a Libertação da Iugoslávia (NKOJ, Nacionalni komitet oslobođenja Jugoslavije ), nomeando Tito como primeiro-ministro. Tendo obtido sucesso nas batalhas de 1943, Tito também recebeu o posto de Marechal da Iugoslávia. Notícias favoráveis também vieram da Conferência de Teerã, quando os Aliados concluíram que os guerrilheiros seriam reconhecidos como o movimento de resistência iugoslavo aliado e forneceram suprimentos e apoio de guerra contra a ocupação do Eixo.
Quando a guerra se voltou decisivamente contra o Eixo em 1944, os guerrilheiros continuaram a manter porções significativas do território iugoslavo. Com os Aliados na Itália, as ilhas iugoslavas do Mar Adriático foram um refúgio para a resistência. Em 17 de junho de 1944, a base partidária na ilha de Vis abrigou uma conferência entre Tito, primeiro-ministro do NKOJ (representando o AVNOJ), e Ivan Šubašić, primeiro-ministro do governo monarquista iugoslavo no exílio em Londres. As conclusões, conhecidas como Acordo Tito-Šubašić, concederam o reconhecimento do rei ao AVNOJ e à Iugoslávia Federal Democrática e previram o estabelecimento de um governo de coalizão iugoslavo conjunto liderado por Tito com Šubašić como ministro das Relações Exteriores, com o AVNOJ confirmado como o parlamento iugoslavo provisório. O governo no exílio de Pedro II em Londres, em parte devido à pressão do Reino Unido, reconheceu o estado no acordo, assinado em 17 de junho de 1944 entre Šubašić e Tito. A legislatura, depois de novembro de 1944, foi a Assembleia Provisória. O acordo Tito-Šubašić de 1944 declarava que o estado era uma democracia pluralista que garantia: liberdades democráticas; liberdade pessoal; liberdade de expressão, reunião e religião; e uma imprensa livre. No entanto, em janeiro de 1945, Tito havia mudado a ênfase de seu governo para longe da ênfase na democracia pluralista, alegando que, embora aceitasse a democracia, ele afirmava que não havia necessidade de múltiplos partidos, pois afirmava que múltiplos partidos eram desnecessariamente divisivos no meio do esforço de guerra da Iugoslávia e que a Frente Popular representava todo o povo iugoslavo. A coalizão Frente Popular, encabeçada pelo KPJ e seu secretário-geral Tito, foi um grande movimento dentro do governo. Outros movimentos políticos que se juntaram ao governo incluíram o movimento "Napred" representado por Milivoje Marković. Belgrado, capital da Iugoslávia, foi libertada com a ajuda do Exército Vermelho Soviético em outubro de 1944, e a formação de um novo governo iugoslavo foi adiada até 2 de novembro de 1944, quando o Acordo de Belgrado foi assinado e o governo provisório formado. Os acordos também previam as eventuais eleições pós-guerra que determinariam o futuro sistema de governo e economia do estado.
Em 1945, os guerrilheiros estavam limpando as forças do Eixo e liberando as partes restantes do território ocupado. Em 20 de março de 1945, os guerrilheiros lançaram sua Ofensiva Geral em um esforço para expulsar completamente os alemães e as forças colaboradoras restantes. No final de abril de 1945, as partes restantes do norte da Iugoslávia foram libertadas e partes do território alemão (austríaco) do sul e do território italiano ao redor de Trieste foram ocupadas por tropas iugoslavas. A Iugoslávia era agora mais uma vez um estado totalmente intacto, com suas fronteiras muito parecidas com sua forma anterior a 1941 e foi concebida pelos guerrilheiros como uma "Federação Democrática", incluindo seis estados federados: o Estado Federado da Bósnia e Herzegovina (EF Bósnia e Herzegovina ), Estado Federado da Croácia (EF Croácia), Estado Federado da Macedônia (EF Macedônia), Estado Federado de Montenegro (EF Montenegro), Estado Federado da Sérvia (EF Sérvia) e Estado Federado da Eslovênia (EF Eslovênia). A natureza de seu governo, no entanto, permaneceu obscura, e Tito estava altamente relutante em incluir o exilado rei Pedro II na Iugoslávia do pós-guerra, conforme exigido por Winston Churchill. Em fevereiro de 1945, Tito reconheceu a existência de um Conselho de Regência representando o rei: o primeiro e único ato do conselho estabelecido em 7 de março, porém, foi proclamar um novo governo sob o cargo de primeiro-ministro de Tito. A natureza do estado ainda não estava clara imediatamente após a guerra e, em 26 de junho de 1945, o governo assinou a Carta das Nações Unidas usando apenas a Iugoslávia como nome oficial, sem referência a um reino ou uma república. Atuando como chefe de estado em 7 de março, o rei nomeou para seu Conselho de Regência os advogados constitucionais Srđan Budisavljević, Ante Mandić e Dušan Sernec. Ao fazer isso, o rei autorizou seu Conselho a formar um governo temporário comum com NKOJ e aceitar a nomeação de Tito como primeiro-ministro do primeiro governo normal. Conforme autorizado pelo rei, o Conselho de Regência aceitou a nomeação de Tito em 29 de novembro de 1945, quando o FPRY foi declarado. Por esta transferência incondicional de poderes, o rei Pedro II abdicou para Tito. Esta data, quando a segunda Iugoslávia nasceu sob o direito internacional, já havia sido marcada como o feriado nacional da Iugoslávia, o Dia da República, no entanto, após a mudança dos comunistas para o autoritarismo, este feriado marcou oficialmente a Sessão de 1943 do AVNOJ que coincidentemente caiu no mesmo dia do ano.

### Período pós-guerra

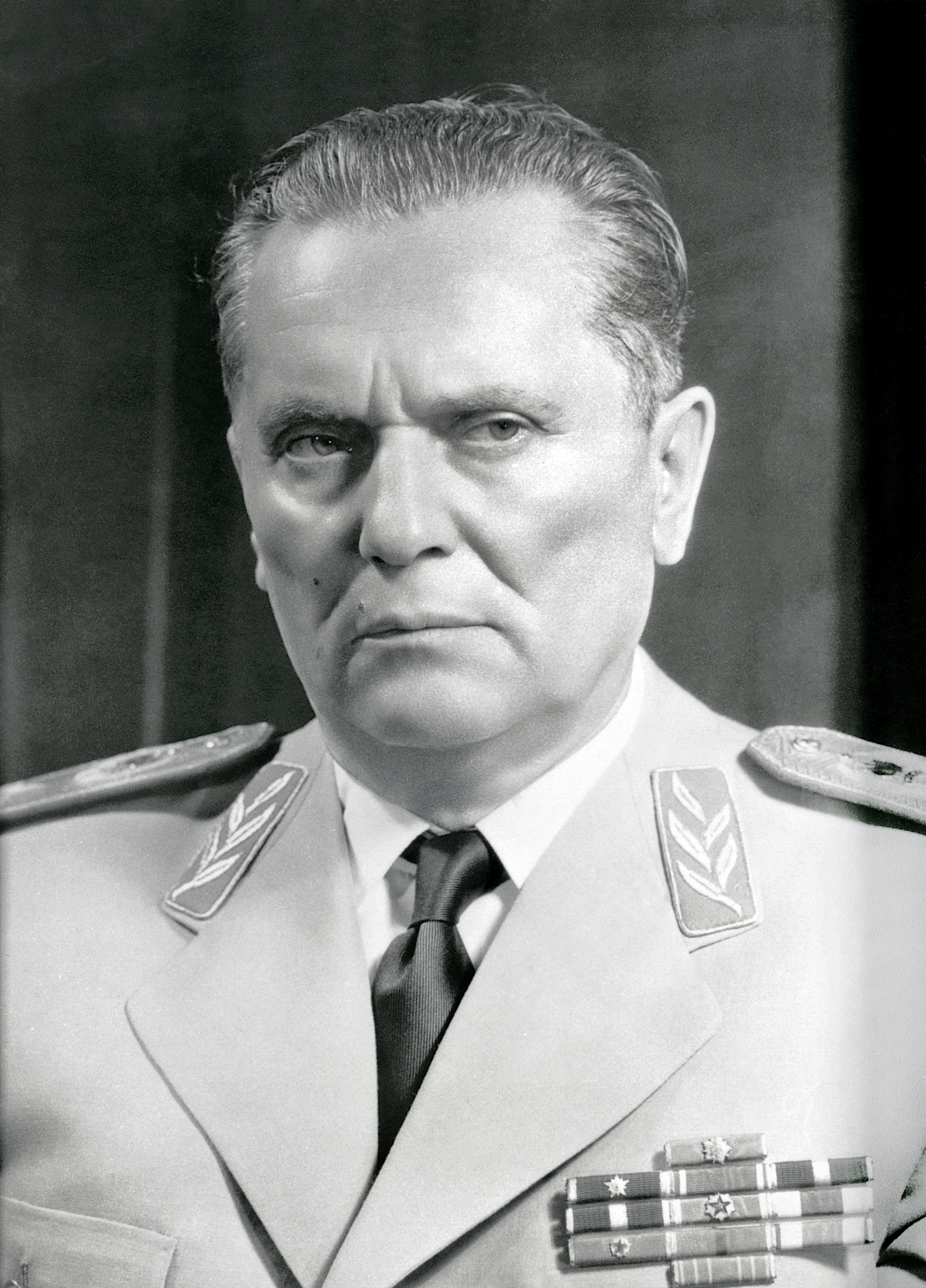
Josip Broz Tito liderou a Iugoslávia de 1944 a 1980.

As primeiras eleições iugoslavas pós-Segunda Guerra Mundial foram marcadas para 11 de novembro de 1945. A essa altura, a coalizão de partidos que apoiavam os guerrilheiros, a Frente Popular de Libertação (Frente Jedinstveni narodnooslobodilački, JNOF), havia sido renomeada como Frente Popular (Frente Narodni, NOF). A Frente Popular foi liderada principalmente pelo KPJ e representada por Tito. A reputação de ambos se beneficiou muito de suas façanhas de guerra e sucesso decisivo, e eles gozavam de apoio genuíno entre a população. No entanto, os antigos partidos políticos pré-guerra também foram restabelecidos. Já em janeiro de 1945, enquanto o inimigo ainda ocupava o noroeste, Tito comentou:
Não sou por princípio contra os partidos políticos porque a democracia também pressupõe a liberdade de expressão dos próprios princípios e das próprias ideias. Mas criar partidos pelos partidos, agora, quando todos nós, como um, devemos direcionar todas as nossas forças no sentido de expulsar as forças de ocupação de nosso país, quando a pátria foi arrasada quando não temos nada mas nossa consciência e nossas mãos... não temos tempo para isso agora. E aqui está um movimento popular [a Frente Popular]. Todos são bem-vindos, tanto os comunistas quanto os que eram democratas e radicais, etc., como quer que fossem chamados antes. Este movimento é a força, a única força que agora pode tirar nosso país desse horror e miséria e trazê-lo para a liberdade completa.— Primeiro-ministro Josip Broz Tito, janeiro de 1945
No entanto, enquanto as próprias eleições foram conduzidas de forma justa por voto secreto, a campanha que as precedeu foi altamente irregular. Os jornais da oposição foram proibidos em mais de uma ocasião e, na Sérvia, os líderes da oposição, como Milan Grol, receberam ameaças pela imprensa. A oposição retirou-se da eleição em protesto ao ambiente hostil e esta situação fez com que os três representantes monarquistas, Grol-Subasic-Juraj Šutej, se separassem do governo provisório. De fato, a votação foi em uma única lista de candidatos da Frente Popular com previsão para que os votos da oposição fossem lançados em urnas separadas, mas esse procedimento tornou os eleitores identificáveis pelos agentes da OZNA. O resultado das eleições de 11 de novembro de 1945 foi decisivamente favorável ao primeiro, com uma média de 85% dos eleitores de cada estado federado votando na Frente Popular. Em 29 de novembro de 1945, segundo aniversário da Segunda Sessão do AVNOJ, a Assembleia Constituinte da Iugoslávia aboliu formalmente a monarquia e declarou o estado uma república. O nome oficial do país tornou-se República Popular Federal da Iugoslávia (FPR Iugoslávia, FPRY), e os seis estados federados tornaram-se "Repúblicas Populares". A Iugoslávia tornou-se um estado de partido único e foi considerada em seus primeiros anos um modelo de ortodoxia comunista.
O governo iugoslavo aliou-se à União Soviética sob Joseph Stalin e no início da Guerra Fria abateu dois aviões americanos voando no espaço aéreo iugoslavo em 9 e 19 de agosto de 1946. Estes foram os primeiros abates aéreos de aeronaves ocidentais durante a Guerra Fria e causaram profunda desconfiança de Tito nos Estados Unidos e até apelos para uma intervenção militar contra a Iugoslávia. A nova Iugoslávia também seguiu de perto o modelo soviético stalinista de desenvolvimento econômico neste período inicial, alguns aspectos dos quais alcançaram um sucesso considerável. Em particular, as obras públicas desse período organizadas pelo governo conseguiram reconstruir e até melhorar a infraestrutura iugoslava (em particular o sistema viário), com poucos custos para o estado. As tensões com o Ocidente aumentaram quando a Iugoslávia se juntou ao Cominform e a fase inicial da Guerra Fria começou com a Iugoslávia adotando uma política externa agressiva. Tendo libertado a maior parte da Marcha Juliana e da Caríntia, e com reivindicações históricas para ambas as regiões, o governo iugoslavo iniciou manobras diplomáticas para incluí-los na Iugoslávia. Ambas as demandas foram contestadas pelo Ocidente. O maior ponto de discórdia era a cidade portuária de Trieste. A cidade e seu interior foram libertados principalmente pelos guerrilheiros em 1945, mas a pressão dos aliados ocidentais os forçou a se retirar para a chamada "Linha Morgan". O Território Livre de Trieste foi estabelecido e separado em Zona A e Zona B, administrados pelos Aliados ocidentais e pela Iugoslávia, respectivamente. Inicialmente, a Iugoslávia foi apoiada por Stalin, mas em 1947 este último começou a esfriar em relação às ambições do novo estado. A crise acabou se dissolvendo quando a ruptura Tito–Stalin começou, com a Zona A sendo concedida à Itália e a Zona B à Iugoslávia.
Enquanto isso, a guerra civil assolava a Grécia – vizinha do sul da Iugoslávia – entre os comunistas e o governo de direita, e o governo iugoslavo estava determinado a obter uma vitória comunista. A Iugoslávia despachou assistência significativa, em termos de armas e munições, suprimentos, especialistas militares em guerra de guerrilha (como o general Vladimir Dapčević), e até permitiu que as forças comunistas gregas usassem o território iugoslavo como um porto seguro. Embora a União Soviética, a Bulgária e a Albânia (dominada pela Iugoslávia) também tivessem concedido apoio militar, a assistência iugoslava foi muito mais substancial. No entanto, esta aventura estrangeira iugoslava também chegou ao fim com a divisão Tito-Stalin, já que os comunistas gregos, esperando uma derrubada de Tito, recusaram qualquer ajuda de seu governo. Sem ele, no entanto, eles ficaram em grande desvantagem e foram derrotados em 1949. Como a Iugoslávia era o único vizinho comunista do país no período pós-guerra imediato, a República Popular da Albânia era efetivamente um satélite iugoslavo. A vizinha Bulgária também estava sob crescente influência iugoslava, e começaram as negociações para negociar a unificação política da Albânia e da Bulgária com a Iugoslávia. O principal ponto de discórdia era que a Iugoslávia queria absorver os dois e transformá-los em outras repúblicas federadas. A Albânia não estava em posição de se opor, mas a visão búlgara era que uma nova Federação dos Bálcãs veria a Bulgária e a Iugoslávia como um todo se unindo em termos iguais. Quando essas negociações começaram, os representantes iugoslavos Edvard Kardelj e Milovan Đilas foram convocados a Moscou ao lado de uma delegação búlgara, onde Stalin e Vyacheslav Molotov tentaram intimidá-los a aceitar o controle soviético sobre a fusão entre os países e geralmente tentaram forçá-los em subordinação. Os soviéticos não expressaram uma opinião específica sobre a questão da unificação iugoslava-búlgara, mas queriam garantir que ambas as partes primeiro aprovassem todas as decisões com Moscou. Os búlgaros não se opuseram, mas a delegação iugoslava retirou-se da reunião em Moscou. Reconhecendo o nível de subordinação búlgara a Moscou, a Iugoslávia retirou-se das negociações de unificação e arquivou os planos de anexação da Albânia em antecipação a um confronto com a União Soviética.
Desde o início, a política externa do governo iugoslavo sob Tito atribuiu grande importância ao desenvolvimento de fortes relações diplomáticas com outras nações, incluindo aquelas fora dos Bálcãs e da Europa. A Iugoslávia rapidamente estabeleceu relações formais com os recém-criados estados da Índia, Birmânia e Indonésia após sua independência dos impérios coloniais britânico e holandês. As relações oficiais entre a Iugoslávia e a República da China foram estabelecidas com a permissão da União Soviética. Simultaneamente, a Iugoslávia também manteve contatos estreitos com o Partido Comunista Chinês e apoiou sua causa na Guerra Civil Chinesa.

### Período Informbiro
A ruptura Tito-Stalin, ou ruptura iugoslava-soviética, ocorreu na primavera e no início do verão de 1948. Seu título pertence a Tito, na época o primeiro-ministro iugoslavo (presidente da Assembleia Federal) e ao primeiro-ministro soviético Joseph Stalin. No Ocidente, Tito era considerado um líder comunista leal, perdendo apenas para Stalin no Bloco de Leste. No entanto, tendo se libertado em grande parte com apenas apoio limitado do Exército Vermelho, a Iugoslávia seguiu um curso independente e estava constantemente experimentando tensões com a União Soviética. A Iugoslávia e o governo iugoslavo se consideravam aliados de Moscou, enquanto Moscou considerava a Iugoslávia um satélite e frequentemente a tratava como tal. As tensões anteriores surgiram sobre uma série de questões, mas após a reunião de Moscou, um confronto aberto estava começando. Em seguida, houve uma troca de cartas diretamente entre o Partido Comunista da União Soviética (CPSU) e o KPJ. Na primeira carta do PCUS de 27 de março de 1948, os soviéticos acusaram os iugoslavos de denegrir o socialismo soviético por meio de declarações como "o socialismo na União Soviética deixou de ser revolucionário". Também alegou que o KPJ não era "suficientemente democrático" e que não agia como uma vanguarda que levaria o país ao socialismo. Os soviéticos disseram que "não podiam considerar tal organização partidária comunista marxista-leninista, bolchevique". A carta também nomeou vários funcionários de alto escalão como "marxistas duvidosos" (Milovan Đilas, Aleksandar Ranković, Boris Kidrič e Svetozar Vukmanović-Tempo) convidando Tito a expurgá-los e, assim, causar uma divisão em seu próprio partido. Os oficiais comunistas Andrija Hebrang e Sreten Žujović apoiaram a visão soviética. Tito, no entanto, percebeu isso, recusou-se a comprometer seu próprio partido e logo respondeu com sua própria carta. A resposta do KPJ em 13 de abril de 1948 foi uma forte negação das acusações soviéticas, tanto defendendo a natureza revolucionária do partido quanto reafirmando sua alta opinião sobre a União Soviética. No entanto, o KPJ observou também que "não importa o quanto cada um de nós ame a terra do socialismo, a União Soviética, ele não pode, em caso algum, amar menos seu próprio país". Em um discurso, o primeiro-ministro iugoslavo afirmou:
Não vamos pagar o saldo das contas alheias, não vamos servir de mesada no câmbio de ninguém, não vamos nos deixar enredar em esferas de interesses políticos. Por que deveríamos acusar nossos povos de quererem ser completamente independentes? E por que a autonomia deveria ser restrita ou objeto de disputa? Não vamos depender de ninguém nunca mais!— Primeiro-ministro Josip Broz Tito
A resposta soviética de 31 páginas de 4 de maio de 1948 advertiu o KPJ por não admitir e corrigir seus erros e acusou-o de estar muito orgulhoso de seus sucessos contra os alemães, sustentando que o Exército Vermelho os "salvou". da destruição" (uma declaração implausível, já que os partisans de Tito haviam feito campanha com sucesso contra as forças do Eixo por quatro anos antes do aparecimento do Exército Vermelho lá). Desta vez, os soviéticos nomearam Tito e Edvard Kardelj como os principais "hereges", enquanto defendiam Hebrang e Žujović. A carta sugeria que os iugoslavos apresentassem seu "caso" perante o Cominform. O KPJ respondeu expulsando Hebrang e Žujović do partido e respondendo aos soviéticos em 17 de maio de 1948 com uma carta que criticava duramente as tentativas soviéticas de desvalorizar os sucessos do movimento de resistência iugoslavo. Em 19 de maio de 1948, uma correspondência de Mikhail A. Suslov informava a Tito que o Cominform (Informbiro em servo-croata) realizaria uma sessão em 28 de junho de 1948 em Bucareste quase totalmente dedicada à "questão iugoslava". O Cominform era uma associação de partidos comunistas que era a principal ferramenta soviética para controlar os desenvolvimentos políticos no Bloco de Leste. A data da reunião, 28 de junho, foi cuidadosamente escolhida pelos soviéticos como o triplo aniversário da Batalha do Campo de Kosovo (1389), o assassinato do arquiduque Ferdinand em Sarajevo (1914) e a adoção da Constituição de Vidovdan (1921).
Tito, convidado pessoalmente, recusou-se a comparecer sob a desculpa duvidosa de doença. Quando um convite oficial chegou em 19 de junho de 1948, Tito recusou novamente. No primeiro dia da reunião, 28 de junho, o Cominform adotou o texto preparado de uma resolução, conhecida na Iugoslávia como a "Resolução do Informbiro" (Rezolucija Informbiroa). Nela, os outros membros do Cominform (Informbiro) expulsaram a Iugoslávia, citando "elementos nacionalistas" que "conseguiram ao longo dos últimos cinco ou seis meses alcançar uma posição dominante na liderança" do KPJ. A resolução advertiu a Iugoslávia de que estava voltando ao capitalismo burguês devido às suas posições nacionalistas e independentes, e acusou o próprio partido de "trotskismo". Isso foi seguido pelo rompimento das relações entre a Iugoslávia e a União Soviética, iniciando o período do conflito soviético-iugoslavo entre 1948 e 1955, conhecido como Período Informbiro. Após o rompimento com a União Soviética, a Iugoslávia se viu econômica e politicamente isolada, pois a economia do país, voltada para o bloco oriental, começou a vacilar. Ao mesmo tempo, os iugoslavos stalinistas, conhecidos na Iugoslávia como "cominformistas", começaram a fomentar distúrbios civis e militares. Uma série de rebeliões comunistas e insurreições militares ocorreram, juntamente com atos de sabotagem. No entanto, o serviço de segurança iugoslavo (UDBA), liderado por Aleksandar Ranković, foi rápido e eficiente em reprimir a atividade insurgente. A invasão parecia iminente, pois as unidades militares soviéticas se concentraram ao longo da fronteira com a República Popular da Hungria, enquanto o Exército do Povo Húngaro aumentou rapidamente de 2 para 15 divisões. A UDBA começou a prender supostos cominformistas, mesmo sob suspeita de serem pró-soviéticos. No entanto, desde o início da crise, Tito começou a fazer aberturas para os Estados Unidos e o Ocidente. Consequentemente, os planos de Stalin foram frustrados quando a Iugoslávia começou a mudar seu alinhamento. O Ocidente deu as boas-vindas à divisão iugoslava-soviética e, em 1949, iniciou um fluxo de ajuda econômica, ajudou a evitar a fome em 1950 e cobriu grande parte do déficit comercial da Iugoslávia na década seguinte. Os Estados Unidos começaram a enviar armas para a Iugoslávia em 1951. Tito, no entanto, temia se tornar muito dependente do Ocidente também, e os acordos de segurança militar foram concluídos em 1953, quando a Iugoslávia se recusou a ingressar na OTAN e começou a desenvolver uma indústria militar significativa própria. Com a resposta americana na Guerra da Coréia servindo como exemplo do compromisso do Ocidente, Stalin começou a recuar da guerra com a Iugoslávia.

### Reformas

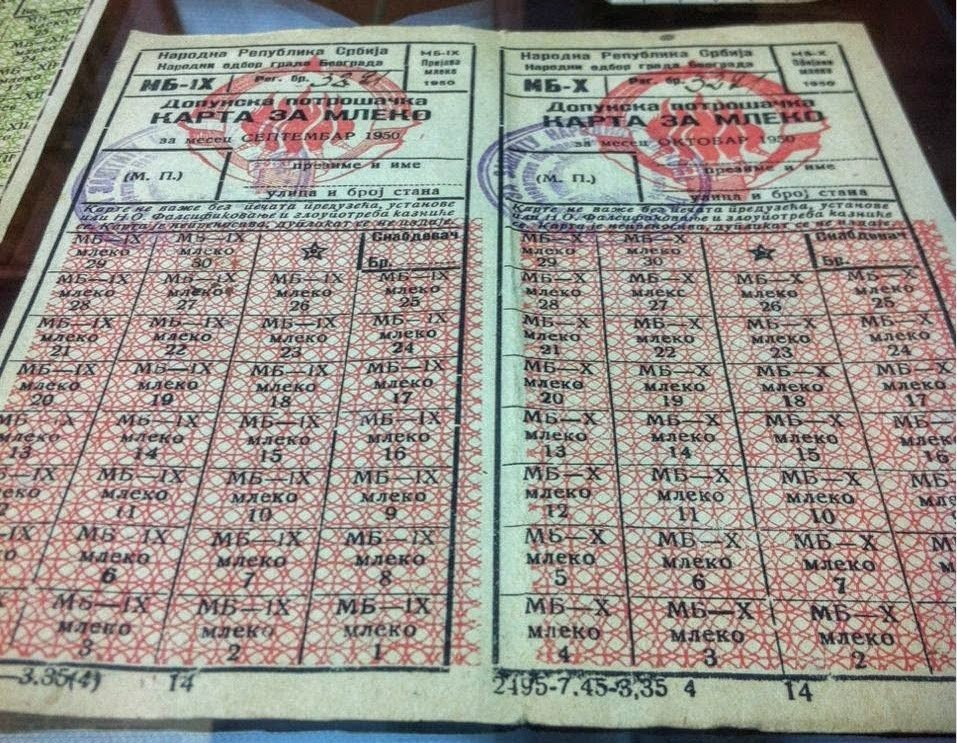
Selos de racionamento iugoslavos para leite, 1950

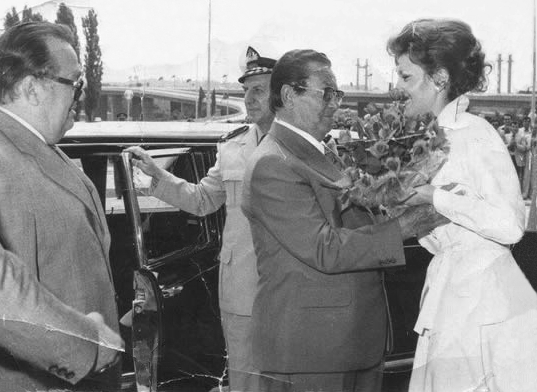
Tito em 1973

A Iugoslávia iniciou uma série de reformas fundamentais no início dos anos 1950, trazendo mudanças em três direções principais: rápida liberalização e descentralização do sistema político do país, a instituição de um novo sistema econômico único e uma política diplomática de não alinhamento. A Iugoslávia recusou-se a participar do Pacto Comunista de Varsóvia e, em vez disso, assumiu uma posição neutra na Guerra Fria, tornando-se um membro fundador do Movimento Não Alinhado junto com países como Índia, Egito e Indonésia, e perseguindo influências de centro-esquerda que promoveram uma política de não confronto com os Estados Unidos. O país se distanciou dos soviéticos em 1948 e começou a construir seu próprio caminho para o socialismo sob a forte liderança política de Tito, às vezes chamado informalmente de "titoísmo". As reformas econômicas começaram com a introdução da autogestão dos trabalhadores em junho de 1950. Nesse sistema, os lucros eram divididos entre os próprios trabalhadores, pois os conselhos de trabalhadores controlavam a produção e os lucros. Um setor industrial começou a emergir graças à implementação do governo de programas de desenvolvimento industrial e de infraestrutura. As exportações de produtos industriais, lideradas por máquinas pesadas, máquinas de transporte (especialmente na indústria de construção naval) e tecnologia e equipamentos militares aumentaram 11% ao ano. Ao todo, o crescimento anual do produto interno bruto (PIB) até o início da década de 1980 foi em média de 6,1%. A liberalização política começou com a redução do massivo aparato burocrático estatal (e partidário), um processo descrito como a "diminuição do estado" por Boris Kidrič, presidente do Conselho Econômico Iugoslavo (ministro da economia). Em 2 de novembro de 1952, o Sexto Congresso do Partido Comunista da Iugoslávia introduziu a "Lei Básica", que enfatizava a "liberdade pessoal e os direitos do homem" e a liberdade de "associações livres de trabalhadores". O Partido Comunista da Iugoslávia (KPJ) mudou seu nome nessa época para Liga dos Comunistas da Iugoslávia (SKJ), tornando-se uma federação de seis partidos comunistas republicanos. O resultado foi um regime um pouco mais humano do que outros estados comunistas.
No entanto, o LCY manteve o poder absoluto; como em todos os regimes comunistas, a legislatura fez pouco mais do que aprovar decisões já tomadas pelo Politburo do LCY. A UDBA, embora operasse com consideravelmente mais moderação do que suas contrapartes no resto da Europa Oriental, era uma ferramenta temida de controle do governo. A UDBA era particularmente conhecida por assassinar suspeitos de "inimigos do estado" que viviam no exílio no exterior. A mídia permaneceu sob restrições um tanto onerosas para os padrões ocidentais, mas ainda tinha um pouco mais de latitude do que suas contrapartes em outros países comunistas. Grupos nacionalistas foram um alvo particular das autoridades, com inúmeras detenções e sentenças de prisão proferidas ao longo dos anos por atividades separatistas. A dissidência de uma facção radical dentro do partido liderado por Milovan Đilas, defendendo a aniquilação quase completa do aparato do estado, foi neste momento reprimida pela intervenção de Tito. No início dos anos 1960, a preocupação com problemas como a construção de fábricas "políticas" economicamente irracionais e a inflação levaram um grupo dentro da liderança comunista a defender uma maior descentralização. Esses liberais tiveram a oposição de um grupo em torno de Aleksandar Ranković. Em 1966, os liberais (sendo os mais importantes Edvard Kardelj, Vladimir Bakarić da Croácia e Petar Stambolić da Sérvia) ganharam o apoio de Tito. Em uma reunião do partido em Brijuni, Ranković enfrentou um dossiê de acusações totalmente preparado e uma denúncia de Tito de que ele havia formado uma camarilha com a intenção de tomar o poder. Naquele ano (1966), mais de 3.700 iugoslavos fugiram para Trieste com a intenção de buscar asilo político na América do Norte, Reino Unido ou Austrália. Ranković foi forçado a renunciar a todos os cargos no partido e alguns de seus apoiadores foram expulsos do partido.

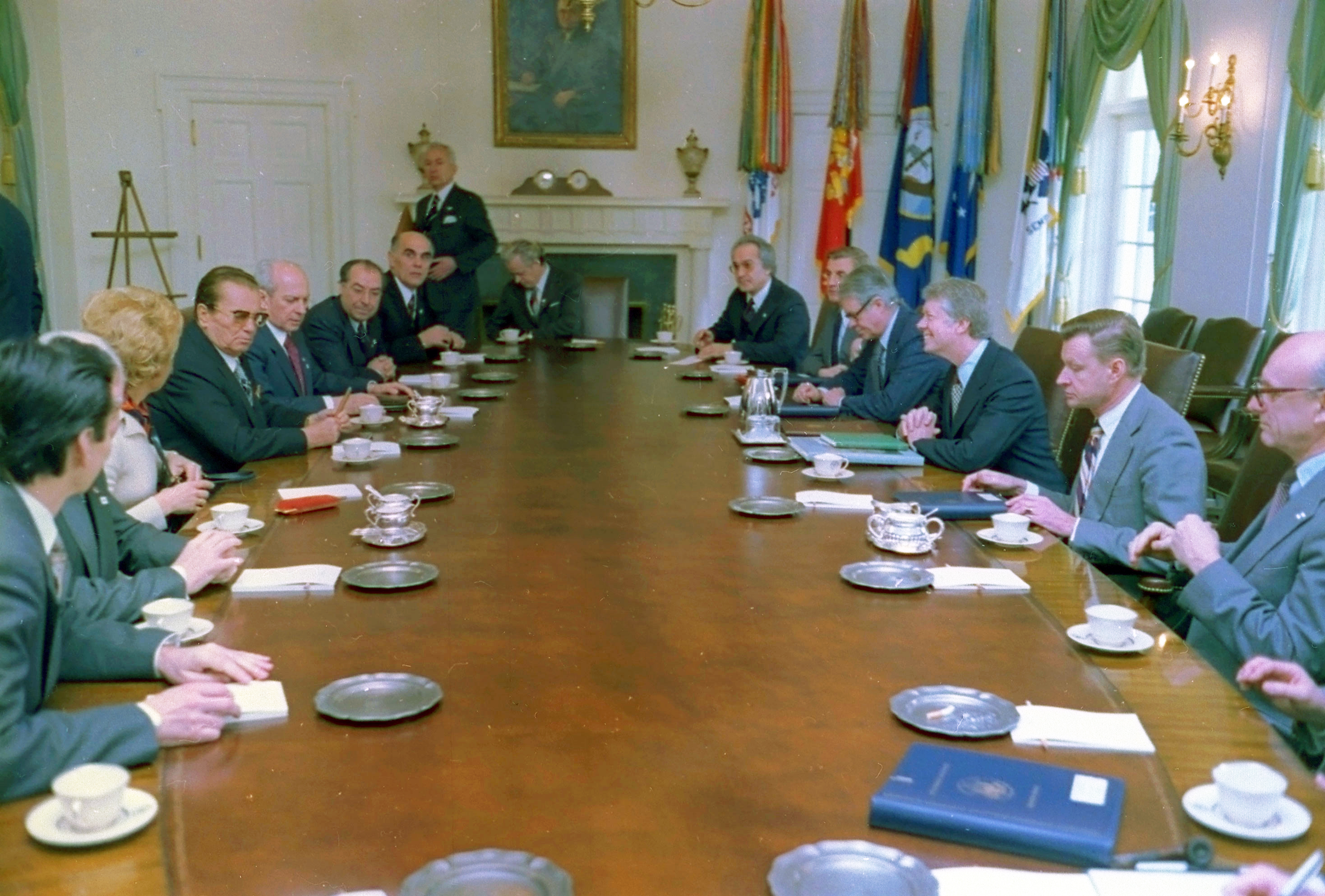
Cúpula EUA-Iugoslávia, 1978

Ao longo das décadas de 1950 e 1960, o desenvolvimento econômico e a liberalização continuaram em ritmo acelerado. A introdução de novas reformas introduziu uma variante do socialismo de mercado, que agora implicava uma política de fronteiras abertas. Com forte investimento federal, o turismo na RS Croácia foi revivido, expandido e transformado em uma importante fonte de renda. Com essas medidas bem-sucedidas, a economia iugoslava alcançou relativa autossuficiência e comercializou extensivamente com o Ocidente e o Oriente. No início dos anos 1960, observadores estrangeiros notaram que o país estava "em expansão" e que, durante todo o tempo, os cidadãos iugoslavos desfrutavam de muito mais liberdade do que a União Soviética e os estados do Bloco Oriental. A alfabetização aumentou drasticamente e chegou a 91%, a assistência médica era gratuita em todos os níveis e a expectativa de vida era de 72 anos. Em 2 de junho de 1968, manifestações estudantis levaram a protestos de jovens em massa nas capitais da Iugoslávia. Eles foram gradualmente interrompidos uma semana depois por Tito em 9 de junho, durante seu discurso na televisão.
Em 1971, a liderança da Liga dos Comunistas da Iugoslávia, notavelmente Miko Tripalo e Savka Dabčević-Kučar, aliada a grupos nacionalistas não partidários, iniciou um movimento para aumentar os poderes das repúblicas federadas individuais. O movimento foi referido como MASPOK, um portmanteau de masovni pokret significando movimento de massa, e levou à Primavera croata. Tito respondeu ao incidente expurgando o partido comunista croata, enquanto as autoridades iugoslavas prenderam um grande número de manifestantes croatas. Para evitar protestos de origem étnica no futuro, Tito começou a iniciar algumas das reformas exigidas pelos manifestantes. Nessa época, simpatizantes de Ustaše fora da Iugoslávia tentaram, por meio do terrorismo e de ações de guerrilha, criar um ímpeto separatista, mas não tiveram sucesso, às vezes até ganhando a animosidade de outros iugoslavos croatas católicos romanos. A partir de 1971, as repúblicas passaram a controlar seus planos econômicos. Isto levou a uma onda de investimento, que por sua vez foi acompanhada por um nível crescente de endividamento e uma tendência crescente de importações não cobertas pelas exportações. Muitas das demandas feitas no movimento da Primavera croata em 1971, como dar mais autonomia às repúblicas individuais, tornaram-se realidade com a nova constituição federal de 1974. Embora a constituição tenha dado mais autonomia às repúblicas, ela também concedeu um status semelhante a duas províncias autônomas da Sérvia: Kosovo, uma região habitada em grande parte pela etnia albanesa, e Voivodina, uma região com maioria sérvia, mas grande número de minorias étnicas, como os húngaros. Essas reformas satisfizeram a maioria das repúblicas, especialmente a Croácia e os albaneses do Kosovo e as minorias da Vojvodina. Mas a constituição de 1974 irritou profundamente os oficiais comunistas sérvios e os próprios sérvios que desconfiavam dos motivos dos proponentes das reformas. Muitos sérvios viram as reformas como concessões aos nacionalistas croatas e albaneses, já que nenhuma província autônoma semelhante foi feita para representar o grande número de sérvios da Croácia ou da Bósnia e Herzegovina.
Os nacionalistas sérvios ficaram frustrados com o apoio de Tito ao reconhecimento dos montenegrinos e macedônios como nacionalidades independentes, já que os nacionalistas sérvios alegaram que não havia diferença étnica ou cultural separando essas duas nações dos sérvios que pudesse verificar se tais nacionalidades realmente existiam. Tito manteve uma agenda de viagens ocupada e ativa, apesar de sua idade avançada. Seu aniversário de 85 anos, em maio de 1977, foi marcado por grandes comemorações. Naquele ano, ele visitou a Líbia, a União Soviética, a Coreia do Norte e finalmente a China, onde a liderança pós-Mao finalmente fez as pazes com ele depois de mais de 20 anos denunciando a SFRY como "revisionistas a soldo do capitalismo". Seguiu-se uma viagem a França, Portugal e Argélia, após a qual os médicos do presidente o aconselharam a descansar. Em agosto de 1978, o líder chinês Hua Guofeng visitou Belgrado, retribuindo a viagem de Tito à China no ano anterior. Este evento foi duramente criticado na imprensa soviética, especialmente porque Tito o usou como desculpa para atacar indiretamente Cuba, aliada de Moscou, por "promover a divisão no Movimento Não Alinhado". Quando a China lançou uma campanha militar contra o Vietnã em fevereiro seguinte, a Iugoslávia ficou abertamente do lado de Pequim na disputa. O efeito foi um declínio bastante adverso nas relações União Soviética-Iugoslávia. Durante esse tempo, o primeiro reator nuclear da Iugoslávia estava em construção em Krško, construído pela Westinghouse, com sede nos Estados Unidos . O projeto acabou levando até 1980 para ser concluído por causa de disputas com os Estados Unidos sobre certas garantias que Belgrado tinha que assinar antes de poder receber materiais nucleares (que incluíam a promessa de que eles não seriam vendidos a terceiros ou usados para nada além de fins pacíficos).
Em 1979, sete critérios de seleção abrangendo Ohrid, Dubrovnik, Split, Parque Nacional dos Lagos de Plitvice, Kotor, Stari Ras e Sopoćani foram designados como Património Mundial da UNESCO, tornando-se a primeira inscrição de marcos culturais e naturais na Iugoslávia.

### Período pós-Tito
Tito morreu em 4 de maio de 1980 devido a complicações após uma cirurgia. Embora já se soubesse há algum tempo que a saúde do presidente de 87 anos estava piorando, sua morte foi um choque para o país. Isso porque Tito era considerado o herói do país na Segunda Guerra Mundial e havia sido a figura dominante e a identidade do país por mais de três décadas. Sua perda marcou uma alteração significativa e foi relatado que muitos iugoslavos lamentaram abertamente sua morte. No estádio de futebol de Split, sérvios e croatas visitaram o caixão entre outras manifestações espontâneas de luto, e um funeral foi organizado pela Liga dos Comunistas com a presença de centenas de líderes mundiais. Após a morte de Tito em 1980, uma nova presidência coletiva da liderança comunista de cada república foi adotada. Na época da morte de Tito, o governo federal era chefiado por Veselin Đuranović (que ocupava o cargo desde 1977). Ele havia entrado em conflito com os líderes das repúblicas argumentando que a Iugoslávia precisava economizar devido ao crescente problema da dívida externa. Đuranović argumentou que era necessária uma desvalorização que Tito se recusou a tolerar por razões de prestígio nacional. A Iugoslávia pós-Tito enfrentou uma dívida fiscal significativa na década de 1980, mas suas boas relações com os Estados Unidos levaram um grupo de organizações liderado pelos americanos chamado "Amigos da Iugoslávia" a endossar e obter alívio significativo da dívida da Iugoslávia em 1983 e 1984, embora os problemas econômicos continuassem até a dissolução do estado na década de 1990. A Iugoslávia foi a nação anfitriã dos Jogos Olímpicos de Inverno de 1984 em Sarajevo. Para a Iugoslávia, os jogos demonstraram a visão contínua de Tito de Fraternidade e Unidade, já que as múltiplas nacionalidades da Iugoslávia permaneceram unidas em uma equipe, e a Iugoslávia se tornou o segundo estado comunista a sediar os Jogos Olímpicos (a União Soviética os realizou em 1980). No entanto, os jogos da Iugoslávia tiveram a participação de países ocidentais, enquanto as Olimpíadas da União Soviética foram boicotadas por alguns. No final dos anos 1980, o governo iugoslavo começou a se desviar do comunismo ao tentar se transformar em uma economia de mercado sob a liderança do primeiro-ministro Ante Marković, que defendia táticas de terapia de choque para privatizar setores da economia iugoslava. Marković era popular, pois era visto como o político mais capaz de transformar o país em uma federação democrática liberalizada, embora mais tarde tenha perdido popularidade, principalmente devido ao aumento do desemprego. Seu trabalho ficou incompleto quando a Iugoslávia se separou na década de 1990.

### Dissolução e guerra

Dissolução da Iugoslávia

As tensões entre as repúblicas e nações da Iugoslávia se intensificaram entre os anos 1970 e 1980. As causas do colapso do país foram associadas ao nacionalismo, conflito étnico, dificuldade econômica, frustração com a burocracia do governo, influência de figuras importantes do país e política internacional. Ideologia e particularmente o nacionalismo tem sido visto por muitos como a principal fonte do desmembramento da Iugoslávia. Desde a década de 1970, o regime comunista da Iugoslávia tornou-se severamente dividido em uma facção nacionalista liberal descentralizada liderada pela Croácia e Eslovênia que apoiava uma federação descentralizada com maior autonomia local, contra uma facção nacionalista centralista conservadora liderada pela Sérvia que apoiava uma federação centralizada para garantir o interesses da Sérvia e dos sérvios em toda a Iugoslávia — já que eram o maior grupo étnico do país como um todo. De 1967 a 1972 na Croácia e protestos de 1968 e 1981 em Kosovo, doutrinas e ações nacionalistas causaram tensões étnicas que desestabilizaram o país. Acredita-se que a repressão dos nacionalistas pelo estado teve o efeito de identificar o nacionalismo como a principal alternativa ao comunismo e o tornou um forte movimento clandestino. No final dos anos 1980, a elite de Belgrado enfrentou uma forte força de oposição de protestos maciços de sérvios e montenegrinos de Kosovo, bem como demandas públicas por reformas políticas por parte da intelectualidade crítica da Sérvia e da Eslovênia. Na economia, desde o final dos anos 1970, uma lacuna cada vez maior de recursos econômicos entre as regiões desenvolvidas e subdesenvolvidas da Iugoslávia deteriorou severamente a unidade da federação. As repúblicas mais desenvolvidas, Croácia e Eslovênia, rejeitaram as tentativas de limitar sua autonomia conforme previsto na Constituição de 1974. A opinião pública na Eslovênia em 1987 viu melhores oportunidades econômicas na independência da Iugoslávia do que dentro dela. Também havia lugares que não viam nenhum benefício econômico em estar na Iugoslávia; por exemplo, a província autônoma de Kosovo era pouco desenvolvida e o PIB per capita caiu de 47% da média iugoslava no período imediato do pós-guerra para 27% na década de 1980.
No entanto, as questões econômicas não demonstraram ser o único fator determinante para a ruptura, pois a Iugoslávia nesse período era o estado comunista mais próspero da Europa Oriental, e o país de fato se desintegrou durante um período de recuperação econômica após a implementação do as reformas econômicas do governo de Ante Marković. Além disso, durante o desmembramento da Iugoslávia, os líderes da Croácia, Sérvia e Eslovênia recusaram uma oferta não oficial da Comunidade Européia de fornecer apoio econômico substancial a eles em troca de um compromisso político. No entanto, a questão da desigualdade econômica entre as repúblicas, províncias autônomas e nações da Iugoslávia resultou em tensões com reivindicações de desvantagem e acusações de privilégios contra outros por esses grupos. Os protestos políticos na Sérvia e na Eslovênia, que mais tarde se transformaram em conflitos étnicos, começaram no final dos anos 1980 como protestos contra a suposta injustiça e burocratização da elite política. Membros da elite política conseguiram redirecionar esses protestos contra "outros". Os manifestantes sérvios estavam preocupados com a desintegração do país e alegaram que "os outros" (croatas, eslovenos e instituições internacionais) foram considerados responsáveis. A elite intelectual eslovena argumentou que "os outros" (sérvios) eram responsáveis pelos "projetos expansionistas da Grande Sérvia", pela exploração econômica da Eslovênia e pela supressão da identidade nacional eslovena. Essas ações de redirecionamento dos protestos populares permitiram que as autoridades da Sérvia e da Eslovênia sobrevivessem ao custo de minar a unidade da Iugoslávia. Outras repúblicas como a Bósnia e Herzegovina e a Croácia se recusaram a seguir essas táticas adotadas pela Sérvia e Eslovênia, resultando posteriormente na derrota da respectiva Liga dos Comunistas de cada república para as forças políticas nacionalistas. Do ponto de vista da política internacional, argumenta-se que o fim da Guerra Fria contribuiu para o desmembramento da Iugoslávia porque a Iugoslávia perdeu sua importância política estratégica internacional como intermediária entre os blocos oriental e ocidental. Como consequência, a Iugoslávia perdeu o apoio econômico e político fornecido pelo Ocidente, e o aumento da pressão do Fundo Monetário Internacional (FMI) para reformar suas instituições tornou impossível para a elite reformista iugoslava responder à crescente desordem social.
O colapso do comunismo em toda a Europa Oriental em 1989 e a dissolução da União Soviética em 1991 minou a base ideológica do país e encorajou as forças anticomunistas e nacionalistas nas repúblicas de orientação ocidental da Croácia e Eslovênia a aumentar suas demandas. O sentimento nacionalista entre os sérvios étnicos aumentou dramaticamente após a ratificação da Constituição de 1974, que reduziu os poderes da RS Sérvia sobre suas províncias autônomas de PSA Kosovo e PSA Vojvodina. Na Sérvia, isso causou crescente xenofobia contra os albaneses. Em Kosovo (administrado principalmente por comunistas de etnia albanesa), a minoria sérvia apresentou cada vez mais queixas de maus-tratos e abusos por parte da maioria albanesa. Os sentimentos foram ainda mais inflamados em 1986, quando a Academia Sérvia de Ciências e Artes (SANU) publicou o Memorando SANU. Nele, escritores e historiadores sérvios expressaram "várias correntes de ressentimento nacionalista sérvio". Na época, o SKJ estava unido em condenar o memorando e continuou a seguir sua política antinacionalista. Em 1987, o oficial comunista sérvio Slobodan Milošević foi enviado para acalmar um protesto étnico dos sérvios contra a administração albanesa de SAP Kosovo. Milošević tinha sido, até este ponto, um comunista de linha dura que condenou todas as formas de nacionalismo como traição, como condenar o Memorando SANU como "nada mais que o nacionalismo mais sombrio". No entanto, a autonomia do Kosovo sempre foi uma política impopular na Sérvia, e ele aproveitou a situação e se afastou da tradicional neutralidade comunista na questão do Kosovo. Milošević garantiu aos sérvios que seus maus-tratos por albaneses étnicos seriam interrompidos. Ele então começou uma campanha contra a elite comunista governante da SR Sérvia, exigindo reduções na autonomia de Kosovo e Vojvodina. Essas ações o tornaram popular entre os sérvios e ajudaram em sua ascensão ao poder na Sérvia. Milošević e seus aliados assumiram uma agenda nacionalista agressiva de reviver a Sérvia SR dentro da Iugoslávia, prometendo reformas e proteção de todos os sérvios. Milošević passou a assumir o controle dos governos de Vojvodina, Kosovo e da vizinha República Socialista de Montenegro, no que foi apelidado de "Revolução Antiburocrática" pela mídia sérvia. Ambos os SAPs possuíam um voto na Presidência iugoslava de acordo com a constituição de 1974 e, junto com Montenegro e sua própria Sérvia, Milošević agora controlava diretamente quatro dos oito votos no chefe de estado coletivo em janeiro de 1990. Isso só causou mais ressentimento entre os governos da Croácia e da Eslovênia, juntamente com os albaneses étnicos de Kosovo (RS Bósnia e Herzegovina e RS Macedônia permaneceram relativamente neutros).
Fartos da manipulação da assembleia por Milošević, primeiro as delegações da Liga dos Comunistas da Eslovênia liderada por Milan Kučan, e depois a Liga dos Comunistas da Croácia, liderada por Ivica Račan, saíram durante o 14º Congresso extraordinário da Liga dos Comunistas da Iugoslávia (janeiro de 1990), efetivamente dissolvendo o partido totalmente iugoslavo. Junto com a pressão externa, isso provocou a adoção de sistemas multipartidários em todas as repúblicas. Quando as repúblicas individuais organizaram suas eleições multipartidárias em 1990, a maioria dos ex-comunistas não conseguiu ser reeleita. Na Croácia e na Eslovênia, os partidos nacionalistas venceram suas respectivas eleições. Em 8 de abril de 1990, foram realizadas as primeiras eleições multipartidárias na Eslovênia (e na Iugoslávia) desde a Segunda Guerra Mundial. A coalizão Demos venceu as eleições e formou um governo que começou a implementar programas de reforma eleitoral. Na Croácia, a União Democrática Croata (HDZ) venceu a eleição prometendo "defender a Croácia de Milošević", o que causou alarme entre a grande minoria sérvia da Croácia. Os sérvios croatas, por sua vez, desconfiavam do governo nacionalista do líder do HDZ Franjo Tuđman e, em 1990, nacionalistas sérvios na cidade croata de Knin, no sul, organizaram e formaram uma entidade separatista conhecida como SAO Krajina, que exigia permanecer em união com o resto das populações sérvias se a Croácia decidisse se separar. O governo da Sérvia endossou a rebelião dos sérvios croatas, alegando que, para os sérvios, o governo de Tuđman seria equivalente ao Estado Independente da Croácia (NDH) fascista da Segunda Guerra Mundial, que cometeu genocídio contra os sérvios durante a Segunda Guerra Mundial. Milošević usou isso para reunir os sérvios contra o governo croata e os jornais sérvios se juntaram ao belicismo. A Sérvia já havia impresso US$ 1,8 bilhões em dinheiro novo sem qualquer apoio do banco central iugoslavo. No referendo de independência da Eslovênia em 1990, realizado em 23 de dezembro de 1990, a grande maioria dos residentes votou pela independência. 88,5% de todos os eleitores (94,8% dos participantes) votaram pela independência – que foi declarada em 25 de junho de 1991.
Tanto a Eslovênia quanto a Croácia declararam sua independência em 25 de junho de 1991. Na manhã de 26 de junho, unidades do 13º Corpo do Exército do Povo Iugoslavo deixaram seus quartéis em Rijeka, na Croácia, para se dirigirem às fronteiras da Eslovênia com a Itália. O movimento imediatamente gerou uma forte reação dos eslovenos locais, que organizaram barricadas espontâneas e manifestações contra as ações do YPA. Ainda não houve luta e ambos os lados pareciam ter uma política não oficial de não serem os primeiros a abrir fogo. A essa altura, o governo esloveno já havia colocado em ação seu plano de assumir o controle do aeroporto internacional de Ljubljana e dos postos de fronteira da Eslovênia nas fronteiras com a Itália, Áustria e Hungria. O pessoal que guarnecia os postos de fronteira já era, na maioria dos casos, esloveno, de modo que a ocupação eslovena consistiu simplesmente na troca de uniformes e insígnias, sem nenhum combate. Ao assumir o controle das fronteiras, os eslovenos conseguiram estabelecer posições defensivas contra um esperado ataque do YPA. Isso significava que o YPA teria que dar o primeiro tiro. Foi disparado em 27 de junho às 14h30 em Divača por um oficial do YPA. O conflito se estendeu na guerra de dez dias, com muitos soldados feridos e mortos em que o YPA foi ineficaz. Muitos soldados desmotivados de nacionalidade eslovena, croata, bósnia ou macedônia desertaram ou se rebelaram silenciosamente contra alguns oficiais (sérvios) que queriam intensificar o conflito. Também marcou o fim do YPA, que até então era composto por membros de todas as nações iugoslavas. Depois disso, o YPA consistia principalmente de homens de nacionalidade sérvia.

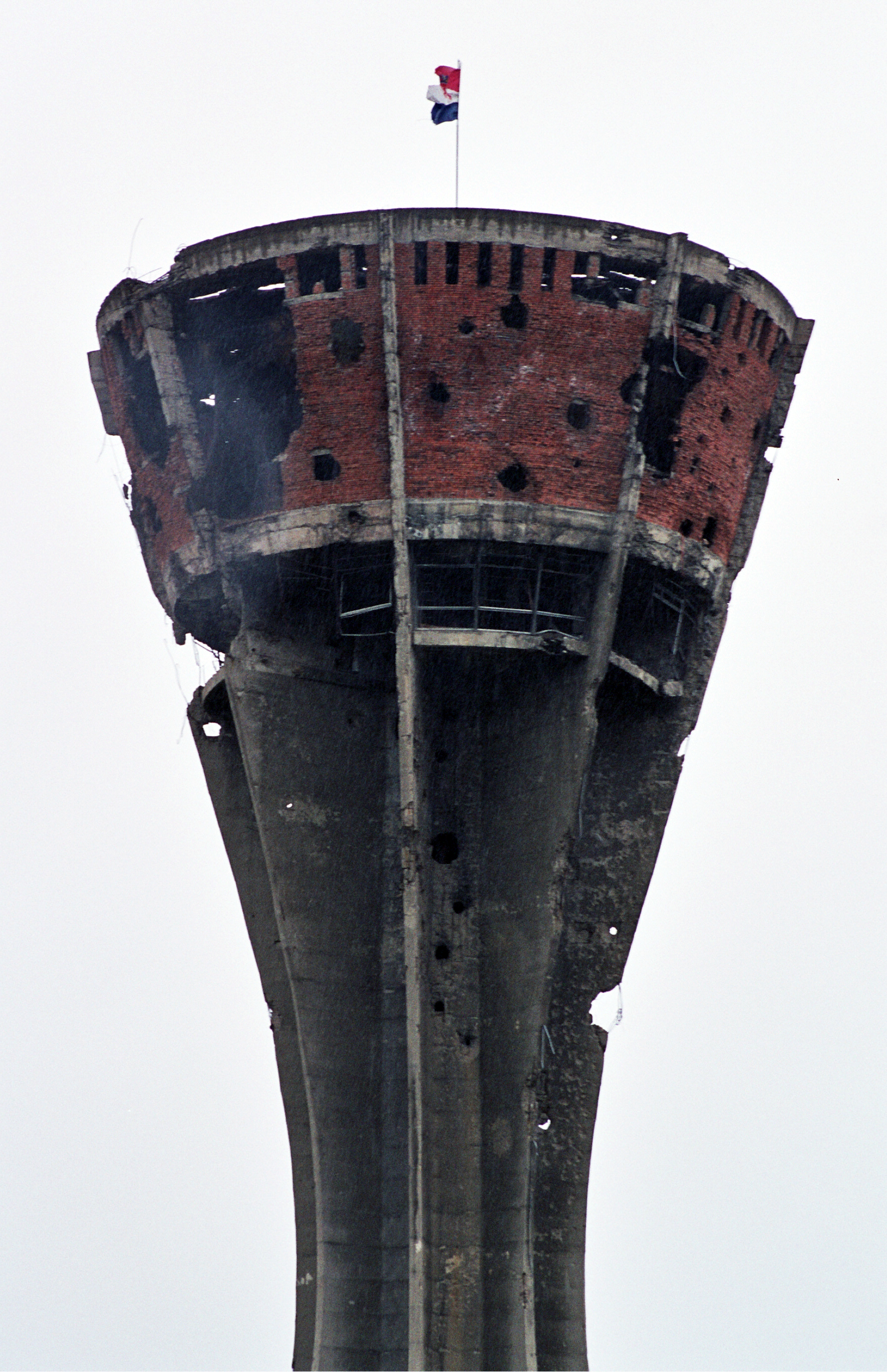
Torre de água Vukovar durante o Cerco de Vukovar no leste da Croácia, 1991. A torre passou a simbolizar a resistência da cidade às forças sérvias.

Em 7 de julho de 1991, embora apoiando seus respectivos direitos à autodeterminação nacional, a Comunidade Européia pressionou a Eslovênia e a Croácia a colocar uma moratória de três meses em sua independência com o Acordo de Brijuni (reconhecido por representantes de todas as repúblicas). Durante esses três meses, o Exército Iugoslavo completou sua retirada da Eslovênia. As negociações para restaurar a federação iugoslava com o diplomata Lord Peter Carington e os membros da Comunidade Européia foram encerradas. O plano de Carington percebeu que a Iugoslávia estava em estado de dissolução e decidiu que cada república deveria aceitar a inevitável independência das outras, junto com uma promessa ao presidente sérvio Milošević de que a União Européia garantiria a proteção dos sérvios fora da Sérvia. Milošević recusou-se a concordar com o plano, alegando que a Comunidade Europeia não tinha o direito de dissolver a Iugoslávia e que o plano não era do interesse dos sérvios, pois dividiria o povo sérvio em quatro repúblicas (Sérvia, Montenegro, Bósnia e Herzegovina, e Croácia). Carington respondeu colocando a questão em votação na qual todas as outras repúblicas, incluindo Montenegro sob Momir Bulatović, concordaram inicialmente com o plano que dissolveria a Iugoslávia. No entanto, após intensa pressão da Sérvia sobre o presidente de Montenegro, Montenegro mudou sua posição para se opor à dissolução da Iugoslávia. Com o incidente dos Lagos Plitvice no final de março/início de abril de 1991, a Guerra da Independência Croata eclodiu entre o governo croata e os rebeldes sérvios de SAO Krajina (fortemente apoiados pelo agora controlado Exército Popular Iugoslavo controlado pelos sérvios). Em 1º de abril de 1991, o SAO Krajina declarou que se separaria da Croácia. Imediatamente após a declaração de independência da Croácia, os sérvios croatas também formaram a SAO Eslavônia Ocidental e a SAO Eslavônia Oriental, Baranja e Síria Ocidental. Essas três regiões se combinariam na República da Sérvia Krajina (RSK) em 19 de dezembro de 1991. A influência da xenofobia e do ódio étnico no colapso da Iugoslávia ficou clara durante a guerra na Croácia. A propaganda dos lados croata e sérvio espalhou o medo, alegando que o outro lado se envolveria em opressão contra eles e exageraria o número de mortos para aumentar o apoio de suas populações. Nos primeiros meses da guerra, o exército e a marinha iugoslavos dominados pelos sérvios bombardearam deliberadamente áreas civis de Split e Dubrovnik, um patrimônio mundial da UNESCO, bem como aldeias croatas próximas. A mídia iugoslava afirmou que as ações foram feitas devido ao que eles alegaram ser a presença de forças fascistas Ustaše e terroristas internacionais na cidade. As investigações da ONU descobriram que nenhuma dessas forças estava em Dubrovnik na época. A presença militar croata aumentou mais tarde. O primeiro-ministro montenegrino Milo Đukanović, na época aliado de Milošević, apelou ao nacionalismo montenegrino, prometendo que a captura de Dubrovnik permitiria a expansão de Montenegro para a cidade que ele afirmava ser historicamente parte de Montenegro, e denunciou as atuais fronteiras de Montenegro como sendo "desenhado pelos cartógrafos bolcheviques velhos e mal educados".
Ao mesmo tempo, o governo sérvio contradisse seus aliados montenegrinos com afirmações do primeiro-ministro sérvio Dragutin Zelenović, afirmando que Dubrovnik era historicamente sérvio, não montenegrino. A mídia internacional deu imensa atenção ao bombardeio de Dubrovnik e afirmou que isso era evidência de Milosevic perseguindo a criação de uma Grande Sérvia enquanto a Iugoslávia entrava em colapso, presumivelmente com a ajuda da liderança montenegrina subordinada de Bulatović e nacionalistas sérvios em Montenegro para promover o apoio montenegrino ao retomada de Dubrovnik. Em Vukovar, as tensões étnicas entre croatas e sérvios explodiram em violência quando o exército iugoslavo entrou na cidade em novembro de 1991. O exército iugoslavo e os paramilitares sérvios devastaram a cidade em uma guerra urbana e na destruição de propriedades croatas. Os paramilitares sérvios cometeram atrocidades contra os croatas, matando mais de 200 e deslocando outros para se somar aos que fugiram da cidade no massacre de Vukovar. Com a estrutura demográfica da Bósnia compreendendo uma população mista de bósnios, sérvios e croatas, a propriedade de grandes áreas da Bósnia estava em disputa. De 1991 a 1992, a situação na multiétnica Bósnia e Herzegovina tornou-se tensa. Seu parlamento foi fragmentado em linhas étnicas em uma facção bósnia de pluralidade e facções sérvias e croatas minoritárias. Em 1991, o controverso líder nacionalista Radovan Karadžić da maior facção sérvia no parlamento, o Partido Democrático Sérvio, fez um grave e direto aviso ao parlamento bósnio caso decidisse se separar, dizendo: "Isso, o que vocês estão fazendo, não é bom. Este é o caminho que você quer seguir na Bósnia e Herzegovina, a mesma estrada do inferno e da morte que a Eslovênia e a Croácia seguiram. Não pense que você não levará a Bósnia e Herzegovina ao inferno, e o povo muçulmano talvez à extinção. Porque o povo muçulmano não pode se defender se houver guerra aqui." Radovan Karadžić, 14 de outubro de 1991.
Nesse ínterim, nos bastidores, as negociações começaram entre Milošević e Tuđman para dividir a Bósnia e Herzegovina em territórios administrados por sérvios e croatas para tentar evitar a guerra entre croatas e sérvios da Bósnia. Os sérvios da Bósnia realizaram o referendo de novembro de 1991, que resultou em uma votação esmagadora a favor de permanecer em um estado comum com a Sérvia e Montenegro. Em público, a mídia pró-estatal na Sérvia afirmou aos bósnios que a Bósnia e Herzegovina poderia ser incluída em uma nova união voluntária dentro de uma nova Iugoslávia baseada em um governo democrático, mas isso não foi levado a sério pelo governo da Bósnia e Herzegovina. Em 9 de janeiro de 1992, a assembleia sérvia da Bósnia proclamou uma República separada do povo sérvio da Bósnia e Herzegovina (a futura República de Srpska) e procedeu à formação de regiões autônomas sérvias (SARs) em todo o estado. O referendo sérvio sobre a permanência na Iugoslávia e a criação das regiões autônomas da Sérvia (SARs) foram declarados inconstitucionais pelo governo da Bósnia e Herzegovina. No referendo de independência patrocinado pelo governo da Bósnia foi realizada em 29 de fevereiro e 1 de março de 1992. Esse referendo foi, por sua vez, declarado contrário à constituição bósnia e federal pelo Tribunal Constitucional federal e pelo recém-estabelecido governo sérvio-bósnio; também foi amplamente boicotado pelos sérvios da Bósnia. De acordo com os resultados oficiais, a participação foi de 63,4% e 99,7% dos eleitores votaram pela independência. Não ficou claro o que o requisito de maioria de dois terços realmente significava e se foi satisfeito. Após a secessão da Bósnia e Herzegovina em 27 de abril de 1992, a SFR Iugoslávia foi, de fato, dissolvida em cinco estados sucessores: Bósnia e Herzegovina, Croácia, Macedônia, Eslovênia e República Federal da Iugoslávia (mais tarde renomeada como " Sérvia e Montenegro") . A Comissão Badinter mais tarde (1991–1993) observou que a Iugoslávia se desintegrou em vários estados independentes, portanto não é possível falar sobre a separação da Eslovênia e da Croácia da Iugoslávia.

### Membro da ONU pós-1992
Em setembro de 1992, a República Federal da Iugoslávia (formada pela Sérvia e Montenegro) não conseguiu o reconhecimento de jure como a continuação da República Federal Socialista nas Nações Unidas. Foi reconhecido separadamente como sucessor ao lado da Eslovênia, Croácia, Bósnia e Herzegovina e Macedônia. Antes de 2000, a República Federal da Iugoslávia recusou-se a solicitar novamente a adesão às Nações Unidas e o Secretariado das Nações Unidas permitiu que a missão do SFRY continuasse a operar e credenciou representantes da República Federal da Iugoslávia para a missão SFRY, continuando o trabalho em vários órgãos das Nações Unidas. Foi somente após a derrubada de Slobodan Milošević que o governo da RF da Iugoslávia se candidatou à adesão à ONU em 2000.

## Governo

### Constituição

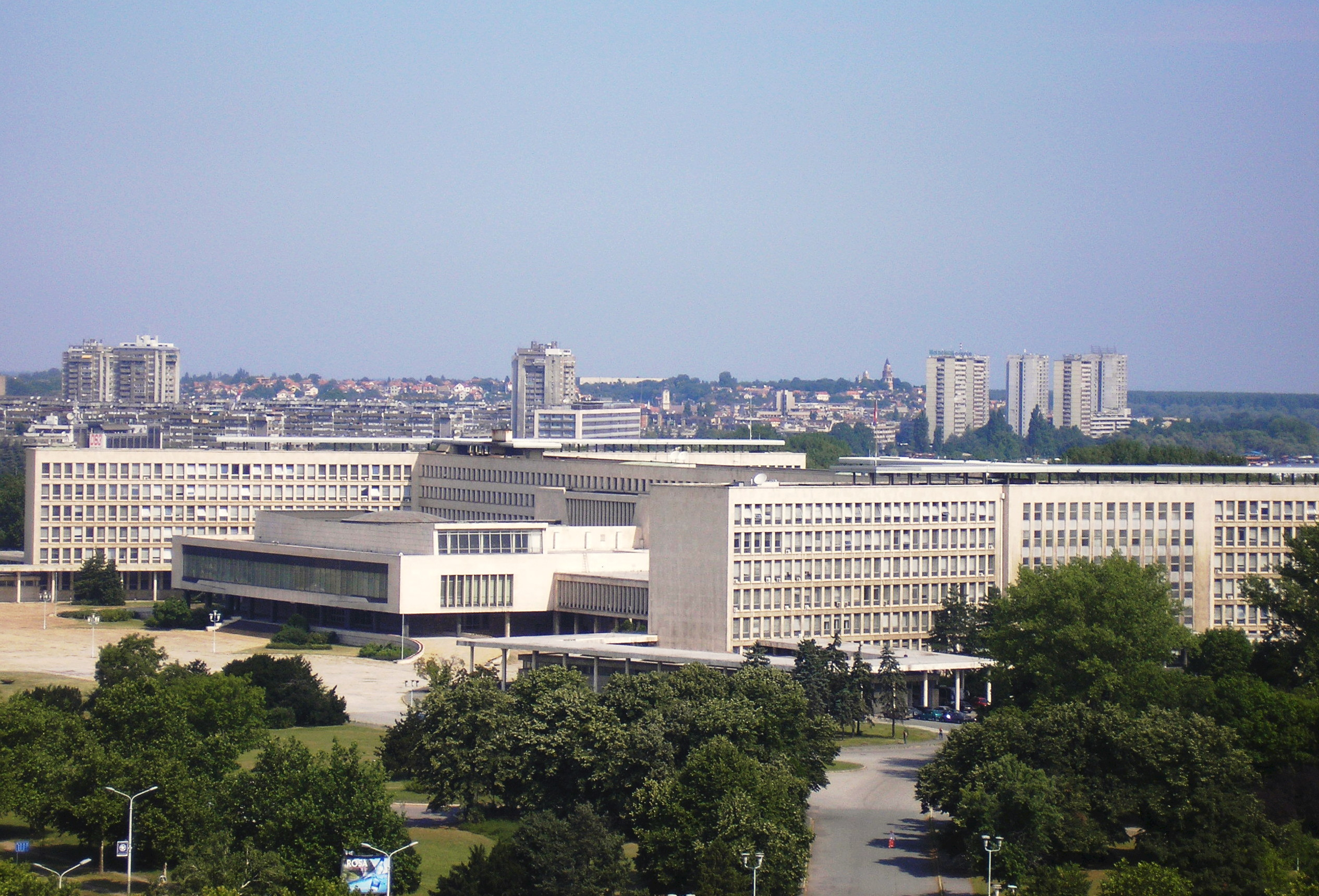
SIV 1, o Conselho Executivo Federal

A Constituição Iugoslava foi adotada em 1946 e alterada em 1953, 1963 e 1974. A Liga dos Comunistas da Iugoslávia venceu as primeiras eleições e permaneceu no poder durante toda a existência do estado. Era composto por partidos comunistas individuais de cada república constituinte. O partido reformaria suas posições políticas por meio de congressos partidários nos quais os delegados de cada república eram representados e votados em mudanças na política partidária, o último dos quais foi realizado em 1990. O parlamento da Iugoslávia era conhecido como Assembleia Federal, que ficava no prédio que atualmente abriga o parlamento da Sérvia. A Assembleia Federal era composta inteiramente por membros comunistas. O principal líder político do estado foi Josip Broz Tito, mas houve vários outros políticos importantes, principalmente após a morte de Tito. Em 1974, Tito foi eleito presidente vitalício da Iugoslávia. Após a morte de Tito em 1980, o cargo único de presidente foi dividido em uma Presidência coletiva, onde os representantes de cada república formariam essencialmente um comitê onde seriam abordadas as preocupações de cada república e a partir dele seriam implementadas as metas e objetivos da política federal coletiva . A chefia da presidência coletiva era rotacionada entre representantes das repúblicas. A presidência coletiva foi considerada o chefe de estado da Iugoslávia. A presidência coletiva terminou em 1991, quando a Iugoslávia se desfez. Em 1974, ocorreram grandes reformas na constituição da Iugoslávia. Entre as mudanças estava a polêmica divisão interna da Sérvia, que criou duas províncias autônomas dentro dela, Vojvodina e Kosovo. Cada uma dessas províncias autônomas tinha poder de voto igual ao das repúblicas, mas retroativamente participavam da tomada de decisões sérvias como partes constituintes da República Socialista da Sérvia.

### Política de direitos das mulheres
A Constituição Iugoslava de 1946 visava unificar o direito da família em toda a Jugoslávia e superar disposições discriminatórias, especialmente no que diz respeito aos direitos económicos, à herança, à guarda dos filhos e ao nascimento de filhos “ilegítimos”. O artigo 24.º da Constituição afirmava a igualdade das mulheres na sociedade, afirmando que: “As mulheres têm direitos iguais aos dos homens em todas as áreas da vida estatal, económica e sociopolítica”. 
No final da década de 1940, a Frente Antifascista Feminina da Jugoslávia (AFŽ), uma organização fundada durante a Resistência para envolver as mulheres na política, foi encarregada de implementar uma política socialista para a emancipação das mulheres, visando em particular as zonas rurais mais atrasadas. Os ativistas da AFŽ foram imediatamente confrontados com a lacuna entre os direitos oficialmente proclamados e a vida quotidiana das mulheres. Os relatórios elaborados pelas secções locais da AFŽ no final dos anos 1940 e 1950 testemunham a extensão da dominação patriarcal, da exploração física e do fraco acesso à educação enfrentados pela maioria das mulheres, especialmente nas zonas rurais. 
A AFŽ também liderou uma campanha contra o véu completo, que cobria todo o corpo e rosto, até ser proibido na década de 1950. 
Na década de 1970, trinta anos depois de os direitos das mulheres terem sido consagrados na Constituição Iugoslava, o país tinha passado por um rápido processo de modernização e urbanização. A alfabetização das mulheres e o acesso ao mercado de trabalho atingiram níveis sem precedentes e as desigualdades nos direitos das mulheres foram consideravelmente reduzidas em comparação com o período entre guerras. No entanto, a plena igualdade estava longe de ser alcançada. 

### Unidades federais
Internamente, a federação iugoslava foi dividida em seis estados constituintes . Sua formação foi iniciada durante os anos de guerra e finalizada em 1944-1946. Eles foram inicialmente designados como estados federados, mas após a adoção da primeira Constituição federal, em 31 de janeiro de 1946, foram oficialmente denominados repúblicas populares (1946-1963) e, posteriormente, repúblicas socialistas (de 1963 em diante). Eles foram constitucionalmente definidos como mutuamente iguais em direitos e deveres dentro da federação. Inicialmente, houve iniciativas para criar várias unidades autónomas dentro de algumas unidades federais, mas isso só foi concretizado na Sérvia, onde foram criadas duas unidades autónomas (Vojvodina e Kosovo) (1945).  
Em ordem alfabética, as repúblicas e províncias foram:
| Nome | Capital                     | Bandeira | Brasão de armas | Localização |
| --- | --------------------------- | -------- | --------------- | --- |
| República Socialista da Bósnia e Herzegovina                                                                      | Sarajevo                    |          |                 | RS da Eslovênia RS da Croácia RS da Bósnia e Herzegovina RS de Montenegro RS da Macedônia RS da Sérvia PSA da Vojvodina PSA do Kosovo |
| República Socialista da Croácia                                                                                   | Zagreb                      |          |                 | RS da Eslovênia RS da Croácia RS da Bósnia e Herzegovina RS de Montenegro RS da Macedônia RS da Sérvia PSA da Vojvodina PSA do Kosovo |
| República Socialista da Macedônia                                                                                 | Skopje                      |          |                 | RS da Eslovênia RS da Croácia RS da Bósnia e Herzegovina RS de Montenegro RS da Macedônia RS da Sérvia PSA da Vojvodina PSA do Kosovo |
| República Socialista de Montenegro                                                                                | Titogrado (agora Podgorica) |          |                 | RS da Eslovênia RS da Croácia RS da Bósnia e Herzegovina RS de Montenegro RS da Macedônia RS da Sérvia PSA da Vojvodina PSA do Kosovo |
| República Socialista da Sérvia Província Socialista Autônoma do Kosovo Província Socialista Autônoma da Voivodina | Belgrado Priština Novi Sad  |          |                 | RS da Eslovênia RS da Croácia RS da Bósnia e Herzegovina RS de Montenegro RS da Macedônia RS da Sérvia PSA da Vojvodina PSA do Kosovo |
| República Socialista da Eslovênia                                                                                 | Ljubljana                   |          |                 | RS da Eslovênia RS da Croácia RS da Bósnia e Herzegovina RS de Montenegro RS da Macedônia RS da Sérvia PSA da Vojvodina PSA do Kosovo |

### Política externa
Sob Tito, a Iugoslávia adotou uma política de não alinhamento na Guerra Fria. Desenvolveu relações estreitas com os países em desenvolvimento, tendo um papel de liderança no Movimento Não Alinhado, além de manter relações cordiais com os Estados Unidos e países da Europa Ocidental. Stalin considerou Tito um traidor e condenou-o abertamente. A Iugoslávia forneceu grande assistência aos movimentos anticolonialistas no Terceiro Mundo. A delegação iugoslava foi a primeira a levar às Nações Unidas as demandas da Frente de Libertação Nacional da Argélia. Em janeiro de 1958, a Marinha francesa embarcou no cargueiro Slovenija ao largo de Orã, cujos porões estavam cheios de armas para os insurgentes. O diplomata Danilo Milic explicou que "Tito e o núcleo dirigente da Liga dos Comunistas da Iugoslávia realmente viram nas lutas de libertação do Terceiro Mundo uma réplica de sua própria luta contra os ocupantes fascistas. Eles vibravam ao ritmo dos avanços ou retrocessos da FLN ou do Vietcong." Milhares de conselheiros militares iugoslavos viajaram para a Guiné após sua descolonização e enquanto o governo francês tentava desestabilizar o país. Tito também ajudou secretamente os movimentos nacionalistas de esquerda a desestabilizar o império colonial português. Tito viu o assassinato de Patrice Lumumba por separatistas de Katangan apoiados pela Bélgica em 1961 como o "maior crime da história contemporânea". As academias militares da Iugoslávia treinaram ativistas de esquerda da Swapo (atual Namíbia) e do Congresso Pan-africanista da Azânia como parte dos esforços de Tito para desestabilizar a África do Sul sob o apartheid. Em 1980, os serviços de inteligência da África do Sul e da Argentina planejaram retribuir o favor trazendo secretamente 1.500 guerrilheiros urbanos anticomunistas para a Iugoslávia. A operação visava derrubar Tito e foi planejada durante o período dos Jogos Olímpicos para que os soviéticos estivessem ocupados demais para reagir. A operação foi finalmente abandonada devido à morte de Tito e às forças armadas iugoslavas aumentando seu nível de alerta.
Em 1º de janeiro de 1967, a Iugoslávia foi o primeiro país comunista a abrir suas fronteiras a todos os visitantes estrangeiros e abolir a exigência de visto. No mesmo ano, Tito tornou-se ativo na promoção de uma resolução pacífica do conflito árabe-israelense. Seu plano exigia que os países árabes reconhecessem o Estado de Israel em troca de Israel devolver os territórios que havia conquistado. Os países árabes rejeitaram sua terra pelo conceito de paz. No entanto, naquele mesmo ano, a Iugoslávia não reconheceu mais Israel.
Em 1968, após a invasão soviética da Tchecoslováquia, Tito acrescentou uma linha de defesa adicional às fronteiras da Iugoslávia com os países do Pacto de Varsóvia. Mais tarde, em 1968, Tito ofereceu ao líder da Tchecoslováquia, Alexander Dubček, que voaria para Praga com três horas de antecedência se Dubček precisasse de ajuda para enfrentar a União Soviética, que ocupava a Tchecoslováquia na época.
A Iugoslávia tinha relações mistas com a Albânia de Enver Hoxha. Inicialmente, as relações iugoslavas-albanesas estavam próximas, pois a Albânia adotou um mercado comum com a Iugoslávia e exigia o ensino de servo-croata aos alunos do ensino médio. Nessa época, o conceito de criação de uma Federação dos Bálcãs estava sendo discutido entre a Iugoslávia, a Albânia e a Bulgária. A Albânia nessa época dependia fortemente do apoio econômico da Iugoslávia para financiar sua infraestrutura inicialmente fraca. Os problemas entre a Iugoslávia e a Albânia começaram quando os albaneses começaram a reclamar que a Iugoslávia estava pagando muito pouco pelos recursos naturais da Albânia. Posteriormente, as relações entre a Iugoslávia e a Albânia pioraram. De 1948 em diante, a União Soviética apoiou a Albânia em oposição à Iugoslávia. Sobre a questão do Kosovo dominado pelos albaneses, a Iugoslávia e a Albânia tentaram neutralizar a ameaça de conflito nacionalista, Hoxha se opôs ao nacionalismo albanês, pois acreditava oficialmente no ideal comunista mundial de fraternidade internacional de todas as pessoas, embora em algumas ocasiões no Na década de 1980, ele fez discursos inflamatórios em apoio aos albaneses em Kosovo contra o governo iugoslavo, quando o sentimento público na Albânia apoiava firmemente os albaneses de Kosovo.

### Militares

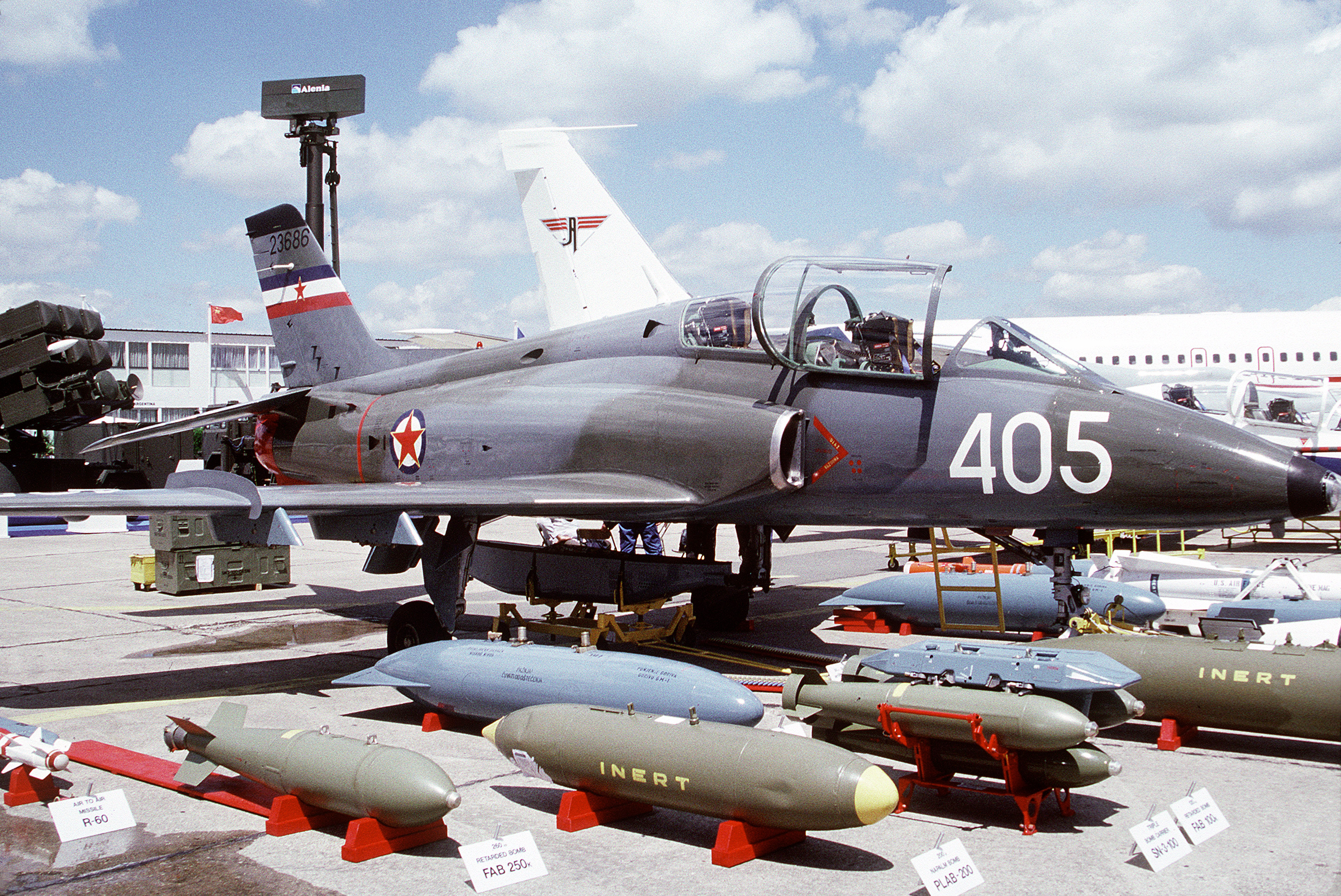
Aeronave Soko G-4 Super Galeb

As forças armadas da RSF Iugoslávia consistiam no Exército do Povo Iugoslavo (Jugoslovenska narodna armija, JNA), Defesa Territorial (TO), Defesa Civil (CZ) e Milicija (polícia) em tempo de guerra. A Iugoslávia socialista manteve uma forte força militar. O JNA era a principal organização das forças militares mais os remanescentes do exército real iugoslavo, e era composto pelo exército terrestre, marinha e aviação. Militarmente, a Iugoslávia tinha uma política de autossuficiência. Devido à sua política de neutralidade e não alinhamento, foram feitos esforços para desenvolver a indústria militar do país para fornecer aos militares todas as suas necessidades, e até mesmo para exportação. A maior parte de seus equipamentos e peças militares foi produzida internamente, enquanto alguns foram importados do Oriente e do Ocidente. O exército regular se originou principalmente dos guerrilheiros iugoslavos da Segunda Guerra Mundial. 
A Iugoslávia tinha uma próspera indústria de armas e exportava para países como Kuwait, Iraque e Birmânia, entre outros (incluindo vários regimes firmemente anticomunistas como a Guatemala).  Empresas iugoslavas como a Zastava Arms produziam sob licença armamento de design soviético, bem como criavam armamento do zero, variando de pistolas policiais a aviões. SOKO foi um exemplo de projeto de aeronave militar bem-sucedida pela Iugoslávia antes das guerras iugoslavas. Além do exército federal, cada uma das seis repúblicas tinha suas respectivas Forças de Defesa Territorial.  Eles eram uma espécie de guarda nacional, estabelecida no quadro de uma nova doutrina militar chamada "Defesa Popular Geral" como uma resposta ao fim brutal da Primavera de Praga pelo Pacto de Varsóvia na Tchecoslováquia em 1968. Foi organizado em nível de república, província autônoma, município e comunidade local.  À medida que a Iugoslávia se fragmentava, o exército se dividia em facções em linhas étnicas e, em 1991-92, os sérvios compunham quase todo o exército enquanto os estados separados formavam o seu próprio.

## Economia

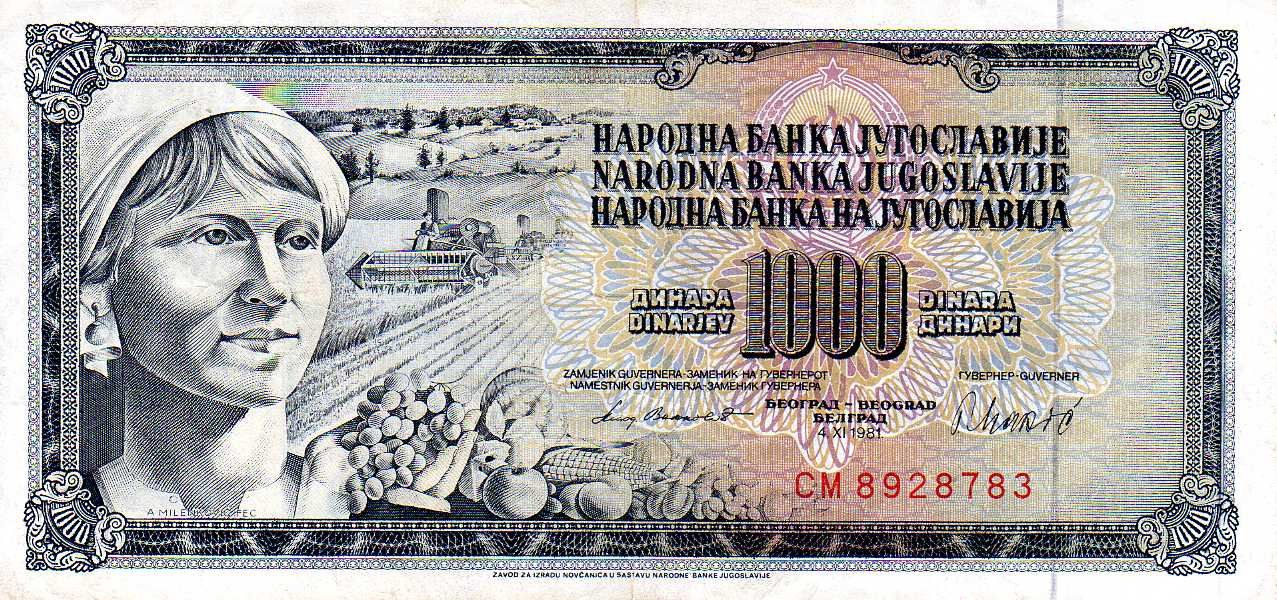
Uma nota de 1000 dinares, que durante muito tempo teve o valor mais alto do país

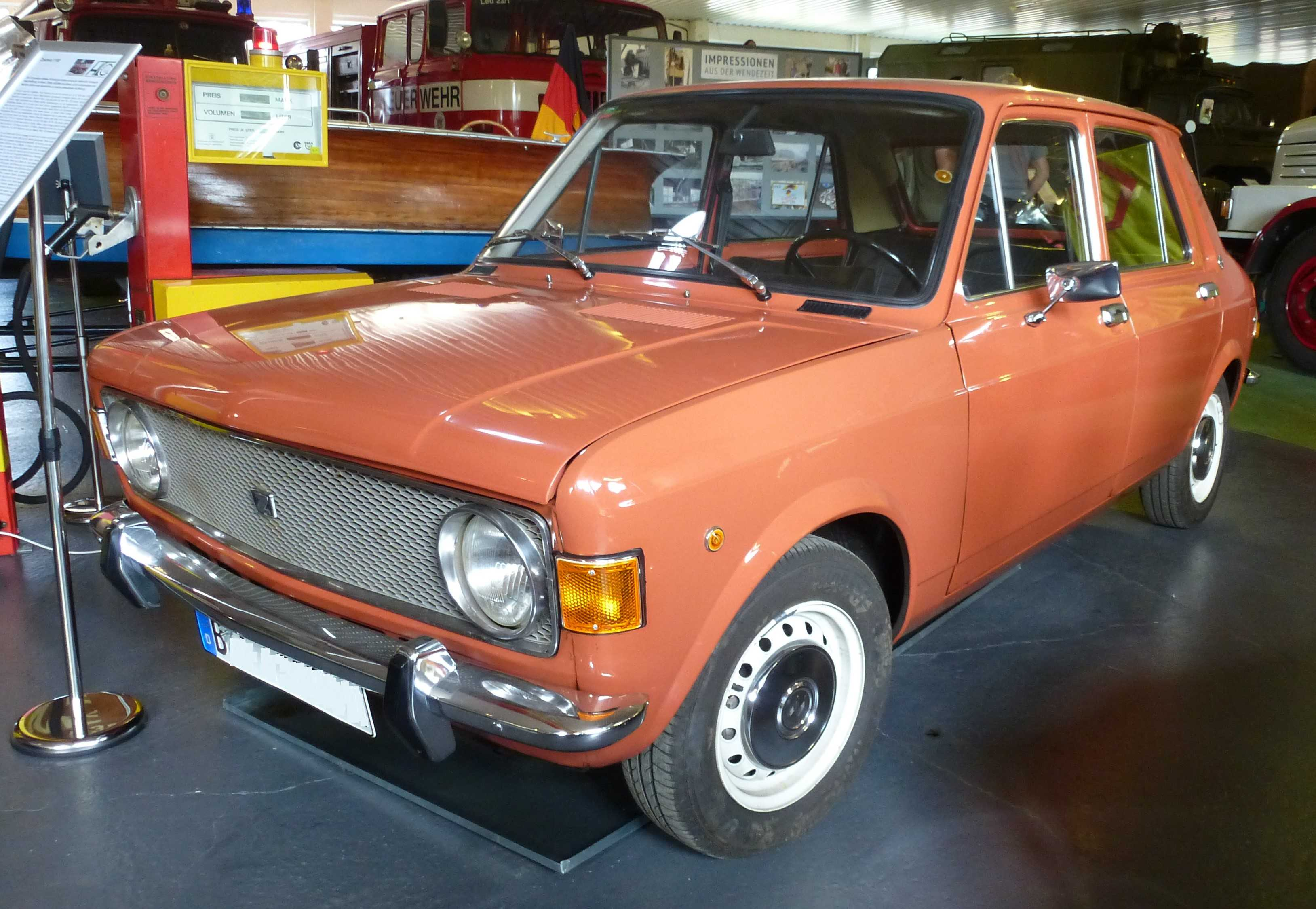
Zastava 101

Apesar de suas origens comuns, a economia socialista da Iugoslávia era muito diferente da economia da União Soviética e das economias do Bloco Oriental, especialmente após a separação iugoslava-soviética de 1948. Embora fossem empresas estatais, as empresas iugoslavas eram nominalmente administradas coletivamente pelos próprios funcionários por meio da autogestão dos trabalhadores, embora com a supervisão do estado ditando as folhas de pagamento e a contratação e demissão de gerentes. A ocupação e a luta de libertação na Segunda Guerra Mundial deixaram a infraestrutura da Iugoslávia devastada. Mesmo as partes mais desenvolvidas do país eram em grande parte rurais, e a pouca indústria que o país tinha foi em grande parte danificada ou destruída. O desemprego era um problema crônico para a Iugoslávia:  as taxas de desemprego estavam entre as mais altas da Europa durante sua existência e não atingiram níveis críticos antes da década de 1980 apenas devido à válvula de segurança fornecida pelo envio de um milhão de trabalhadores convidados anualmente para países industrializados avançados na Europa Ocidental. A partida dos iugoslavos em busca de trabalho começou na década de 1950, quando indivíduos começaram a cruzar a fronteira ilegalmente. Em meados da década de 1960, a Iugoslávia suspendeu as restrições à emigração e o número de emigrantes aumentou rapidamente, especialmente para a Alemanha Ocidental. No início dos anos 1970, 20% da força de trabalho do país ou 1,1 milhões de trabalhadores foram empregados no exterior. Isso também foi uma fonte de capital e moeda estrangeira para a Iugoslávia.
Devido à neutralidade da Iugoslávia e seu papel de liderança no Movimento Não Alinhado, as empresas iugoslavas exportavam para os mercados ocidentais e orientais. As empresas iugoslavas realizaram a construção de vários grandes projetos de infraestrutura e industriais na África, Europa e Ásia. Na década de 1970, a economia foi reorganizada de acordo com a teoria do trabalho associado de Edvard Kardelj, na qual o direito à tomada de decisões e à participação nos lucros das cooperativas geridas pelos trabalhadores é baseado no investimento do trabalho. Todas as empresas foram transformadas em organizações de trabalho associado . As menores organizações básicas de trabalho associado correspondiam aproximadamente a uma pequena empresa ou a um departamento de uma grande empresa. Estes foram organizados em empresas que, por sua vez, se associaram em organizações compostas de mão de obra associada, que poderiam ser grandes empresas ou mesmo ramos de toda a indústria em uma determinada área. A maior parte da tomada de decisão executiva era baseada em empresas, de modo que estas continuaram a competir até certo ponto, mesmo quando faziam parte de uma mesma organização composta.
Na prática, a nomeação de gestores e as políticas estratégicas de organizações compostas foram, dependendo de seu tamanho e importância, muitas vezes sujeitas a influências políticas e pessoais. A fim de dar a todos os empregados, o mesmo acesso à tomada de decisão, as organizações básicas de trabalho associado também foram aplicadas aos serviços públicos, incluindo saúde e educação. As organizações de base eram geralmente compostas por não mais do que algumas dezenas de pessoas e tinham seus próprios conselhos de trabalhadores, cujo consentimento era necessário para decisões estratégicas e nomeação de gerentes em empresas ou instituições públicas.
Os resultados dessas reformas, porém, não foram satisfatórios. Houve uma inflação desenfreada de salários e preços, degradação substancial de fábricas de capital e escassez de consumidores, enquanto a diferença de renda entre as regiões mais pobres do sul e as regiões relativamente ricas do norte do país permaneceu. O sistema de autogestão estimulou a economia inflacionária necessária para sustentá-lo. Grandes empresas estatais operavam como monopolistas com acesso irrestrito ao capital que era compartilhado de acordo com critérios políticos. A crise do petróleo de 1973 ampliou os problemas econômicos, que o governo tentou resolver com amplos empréstimos externos. Embora tais ações tenham resultado em uma taxa de crescimento razoável por alguns anos (o PIB cresceu 5,1% ao ano), esse crescimento era insustentável, pois a taxa de empréstimos externos crescia a uma taxa anual de 20%.
Após os relativamente prósperos anos 70, as condições de vida se deterioraram na Iugoslávia na década de 1980, refletindo-se no aumento das taxas de desemprego e da inflação. No final dos anos 1980, a taxa de desemprego na Iugoslávia era superior a 17%, com outros 20% subempregados; com 60% dos desempregados com menos de 25 anos. A renda pessoal líquida real caiu 19,5%. O PIB nominal per capita da Iugoslávia a preços correntes em dólares americanos era de US$ 3.549 em 1990. O governo central tentou reformar o sistema de autogestão e criar uma economia de mercado aberta com propriedade estatal considerável de grandes fábricas industriais, mas greves em grandes fábricas e hiperinflação impediram o progresso.
As guerras iugoslavas e a consequente perda de mercado, bem como a má administração e/ou privatizações não transparentes, trouxeram mais problemas econômicos para todas as ex-repúblicas da Iugoslávia na década de 1990.
A moeda iugoslava era o dinar iugoslavo.
Vários indicadores econômicos em torno de 1990 foram: 
- Taxa de inflação (preços ao consumidor): 2.700% (1989 est.)
- Taxa de desemprego: 15% (1989)
- PIB: $ 129,5 bilhões, US$ 5.464 per capita; taxa de crescimento real – 1,0% (1989 est.)
- Orçamento: receitas $ 6,4 bilhão; despesas $ 6,4 bilhões, incluindo despesas de capital de $ NA (1990)
- Exportações: $ 13,1 bilhões (FOB, 1988); commodities — matérias-primas e semimanufaturados 50%, bens de consumo 31%, bens de capital e equipamentos 19%; parceiros—EC 30%, CEMA 45%, países menos desenvolvidos 14%, EUA 5%, outros 6%
- Importações: US$ 13,8 bilhões (CIF, 1988); commodities — matérias-primas e semimanufaturados 79%, bens de capital e equipamentos 15%, bens de consumo 6%; parceiros—EC 30%, CEMA 45%, países menos desenvolvidos 14%, EUA 5%, outros 6%
- Dívida externa: $ 17,0 bilhões, médio e longo prazo (1989)
- Eletricidade: 21.000.000 capacidade em kW; 87.100 milhões de kWh produzidos, 3.650 kWh per capita (1989)

## Transportes

### Transporte aéreo

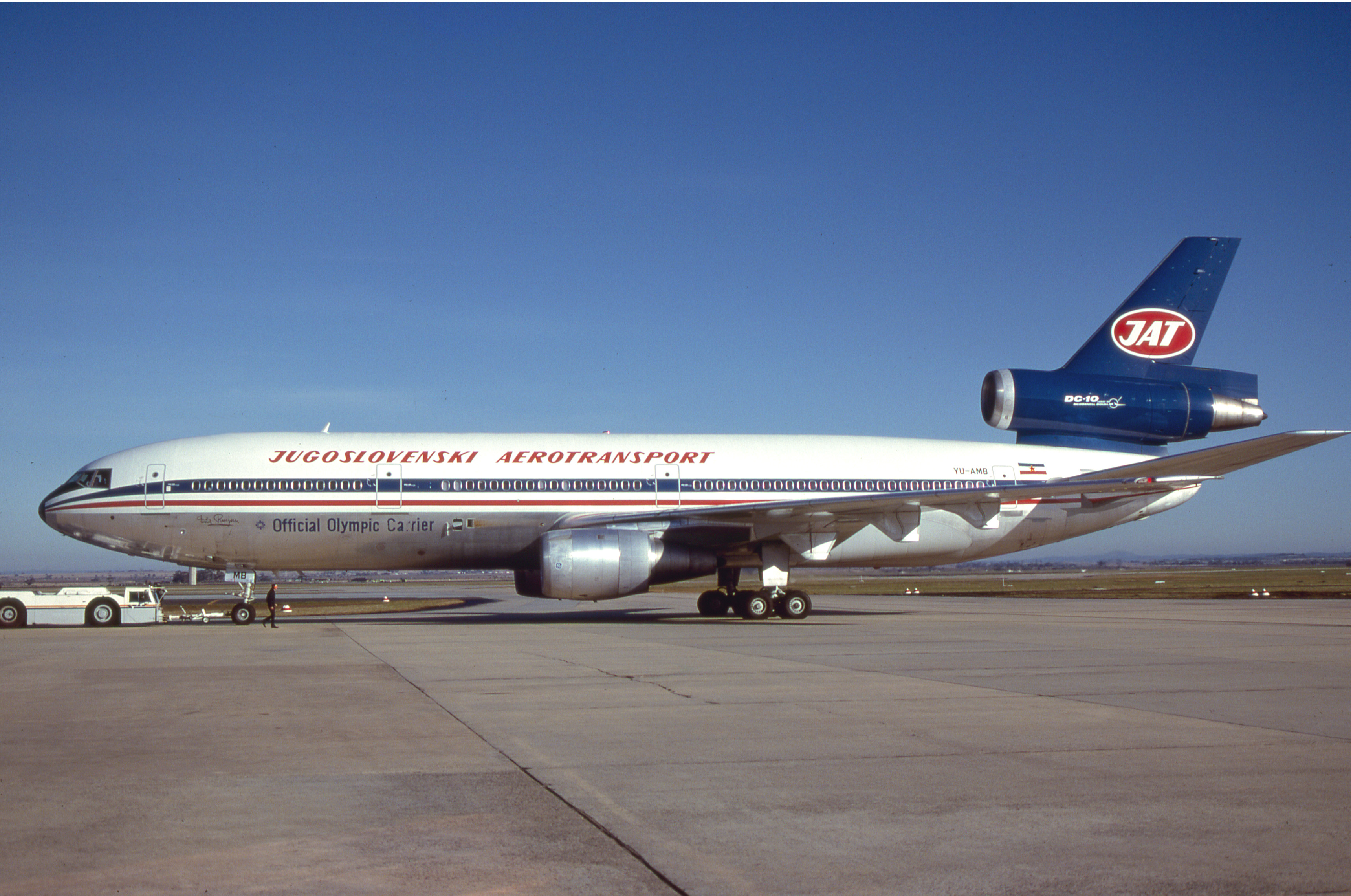
JAT McDonnell Douglas DC-10-30 no Aeroporto de Sydney, 1985, com pintura clássica

No período entre guerras, o transporte aéreo na Jugoslávia foi organizado pela empresa privada Aeroput, mas as suas operações pós-guerra foram suspensas devido à nacionalização e à destruição quase total da frota durante a guerra.  O primeiro plano para a reconstrução do transporte aéreo público do pós-guerra foi apresentado pela Comissão para a Reconstrução Económica em 28 de dezembro de 1944.  O plano previa uma rede nacional que incluiria Belgrado, Zagreb, Liubliana, Sarajevo, Titograd, Skopje, Novi Sad, Kraljevo, Niš, Borovo, Rijeka, Zadar, Split, Dubrovnik, Banja Luka, Mostar, Maribor e Trieste. 
Os primeiros voos públicos fretados foram organizados por aviões militares, enquanto a primeira linha regular internacional após a guerra foi introduzida em 6 de outubro de 1945 entre Belgrado e Praga .  A frota pública inicial consistia em quatro antigos aviões alemães (Junkers Ju 52) e quatro Tukans adquiridos na França em 1945-46.  Em agosto de 1945, a Iugoslávia recebeu 11 aviões soviéticos Lisunov-Li 2, mas seu uso foi rapidamente interrompido no transporte internacional e parcialmente descontinuado no transporte doméstico, devido a preocupações com segurança inadequada.  A Iugoslávia, portanto, iniciou a compra de 10 aviões C-47 americanos excedentes e, portanto, baratos em 1946.  No entanto, como a Jugoslávia na altura ainda era um aliado soviético próximo, os EUA rejeitaram a proposta que pressionava a Jugoslávia a comprar três DC-3 na Bélgica, que seriam o tipo básico de aviões da frota pública jugoslava até à década de 1960.  A empresa nacional de transporte aéreo público iugoslava JAT Airways foi fundada em abril de 1947. 
Apesar de ser um país comunista, após a divisão Tito-Stalin, a Iugoslávia iniciou um período de neutralidade militar e não alinhamento. Suas companhias aéreas eram abastecidas tanto pelo Oriente quanto pelo Ocidente. A JAT Yugoslav Airlines tornou-se a companhia aérea de bandeira ao absorver a empresa anterior Aeroput. Durante a sua existência, cresceu e tornou-se uma das companhias aéreas líderes na Europa, tanto em frota como em destinos. Sua frota incluía a maioria das aeronaves construídas no Ocidente e os destinos incluíam cinco continentes. Na década de 1970 foram criadas mais companhias aéreas, nomeadamente Aviogenex, Adria Airways e Pan Adria Airways, focadas principalmente na crescente indústria turística. O Aeroporto da capital Belgrado tornou-se o centro regional que oferece voos, quer da companhia aérea nacional JAT, quer de outras companhias aéreas, para todos os destinos importantes do mundo. Além de Belgrado, a maioria dos voos internacionais incluiria uma escala no Aeroporto de Zagreb, o segundo aeroporto nacional em termos de capacidade de passageiros e carga; os dois se tornaram os únicos centros internacionais. Todos os aeroportos secundários como os de Sarajevo, Skopje, Split ou Ljubljana estavam diretamente ligados a voos internacionais através de Belgrado ou Zagreb, enquanto uma série de destinos orientados para o turismo foram desenvolvidos, como Dubrovnik, Rijeka, Ohrid, Tivat e outros.

### Ferrovias

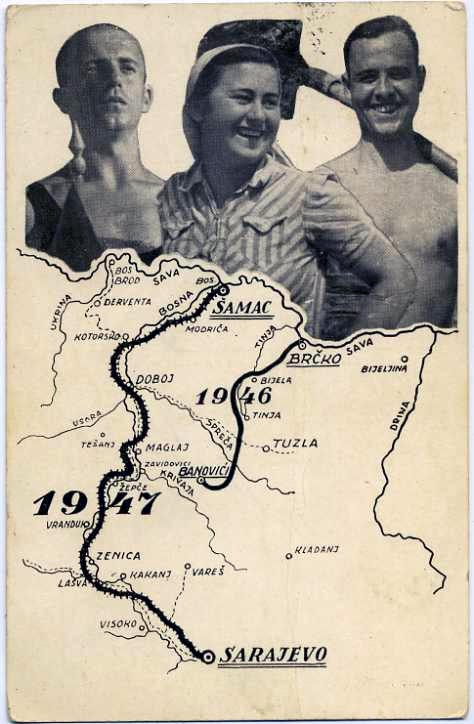
Um cartaz dirigido aos jovens nas ações de trabalho durante a construção da ferrovia Šamac-Sarajevo

O sistema ferroviário na Iugoslávia era operado pelas Ferrovias Iugoslavas. Grande parte da infraestrutura foi herdada do período pré-Segunda Guerra Mundial, e o período da RSFJ foi marcado pela extensão e eletrificação dos trilhos. As locomotivas elétricas e diesel foram introduzidas em número a partir da década de 1960. Grande parte do material circulante inicial era produzido na Europa, mas com o tempo foi sendo substituído por locomotivas construídas internamente, principalmente de Rade Končar e carruagens, principalmente de GOŠA. Os dois principais projetos durante o período da RSFJ foram a eletrificação da ferrovia Zagreb-Belgrado e a construção da altamente desafiadora ferrovia Belgrado-Bar. As ferrovias iugoslavas operavam uma série de serviços internacionais, como o Expresso do Oriente.

### Estradas
O núcleo da rede rodoviária na Iugoslávia era a Rodovia da Irmandade e da Unidade, que se estendia por 1182 km,  da fronteira austríaca em Rateče, perto de Kranjska Gora, no noroeste, via Ljubljana, Zagreb, Belgrado e Skopje, até Gevgelija, na fronteira grega, no sudeste. Foi a principal rodovia moderna do país, ligando quatro repúblicas constituintes. Foi a autoestrada pioneira na Europa Centro-Oriental e a principal ligação entre a Europa Central e Ocidental com o Sudeste Europeu e o Médio Oriente. A construção começou por iniciativa do presidente Tito. O primeiro trecho entre Zagreb e Belgrado foi construído com o esforço do Exército Popular Iugoslavo e de Ações de Trabalho Juvenil voluntário e foi inaugurado em 1950. O trecho entre Ljubljana e Zagreb foi construído por 54.000 voluntários em menos de oito meses em 1958. 

### Transporte marítimo e fluvial
Com a sua extensa costa no mar Adriático, a Jugoslávia incluía vários portos de grande porte como Split, Rijeka, Zadar ou Pula. Foram estabelecidas balsas que prestam serviços de passageiros ligando os portos iugoslavos a vários portos na Itália e na Grécia. No que diz respeito aos rios, o Danúbio era navegável em todo o seu curso na Jugoslávia, ligando os portos de Belgrado, Novi Sad e Vukovar à Europa Central e ao mar Negro. Longos trechos dos rios Sava, Drava e Tisza também eram navegáveis.

### Urbano
Acompanhando o elevado crescimento urbano, o transporte urbano na Iugoslávia foi significativamente desenvolvido em todas as capitais das repúblicas e nas principais cidades. Existiam redes de ônibus urbanos em todas as cidades, embora muitas também incluíssem trólebus e bondes. Apesar de ter sido planeado durante décadas, o Metrô de Belgrado nunca se materializou e Belgrado tornou-se a maior capital da Europa a não ter metro.  Em vez disso, as autoridades da cidade de Belgrado optaram pelo desenvolvimento do transporte ferroviário urbano, Beovoz, e de uma extensa rede de eléctricos, autocarros e trólebus. Além da capital Belgrado, outras cidades também desenvolveram redes de eléctrico. A infraestrutura de transporte ferroviário urbano na Iugoslávia consistia em:
- Bósnia e Herzegovina:
  - Bondes de Sarajevo
- Croácia:
  - Sistema de Bondes de Zagreb[128]
  - Sistema de Bondes de Osijek[129]
  - Sistema de Bondes de Dubrovnik até 1970
  - Sistema de Bondes de Rijeka até 1952[130]
- Sérvia:
  - Sistema de Bondes de Belgrado
  - Sistema de Bondes de Niš até 1958
  - Sistema de Bondes de Novi Sad até 1958[131]
  - Sistema de Bondes de Subotica até 1974[132]
- Eslovênia:
  - Sistema de Bondes de Liubliana até 1958[133]
  - Sistema de Bondes de Piran até 1953

No Reino da Itália, existiam também o bonde de Opatija e os bondes em Pula, na província de Ístria, depois de 1947 (de facto 1945) cedidos à Iugoslávia.

## Comunicações

### Rádio e televisão
Um dos membros fundadores da União Européia de Radiodifusão, Rádio Televisão Iugoslava, conhecida como JRT, foi o sistema público nacional de radiodifusão na Iugoslávia.  Consistia em oito centros subnacionais de transmissão de rádio e televisão, cada um com sede em uma das seis repúblicas constituintes e duas províncias autônomas.  Cada central de televisão criava sua própria programação de forma independente, e algumas delas operavam vários canais. Esses centros de radiodifusão subnacionais tornaram-se emissoras públicas dos novos estados independentes, com nomes alterados, após o desmembramento da Iugoslávia. A Rádio de Zagreb começou a transmitir em 15 de maio de 1926 e foi a primeira emissora pública no sudeste da Europa.  No 30º aniversário da criação da estação de rádio de Zagreb, em 15 de maio de 1956, foi transmitido o primeiro programa de televisão. Esta foi a primeira estação de TV na Iugoslávia e mais tarde se tornaria uma estação colorida em 1972. Rádio Televisão da Sérvia e a Radiotelevizija Slovenija começaram a transmitir seus programas de televisão dois anos depois, em 1958.

## Geografia

Mapa geral da Iugoslávia

Como o Reino da Iugoslávia que o precedeu, a RSFI fazia fronteira com a Itália e a Áustria a noroeste, a Hungria a nordeste, a Romênia e a Bulgária a leste, a Grécia ao sul, a Albânia a sudoeste e o Mar Adriático a oeste. Durante o período socialista era comum os professores de história e geografia ensinarem aos seus alunos que a Iugoslávia estava cercada de "BRIGAMA", uma palavra servo-croata que significa preocupações e que também era um acrônimo das iniciais de todos os países com os quais a Iugoslávia fazia fronteira, transformada em um princípio mnemônico usado tanto para facilitar o aprendizado quanto para lembrar ironicamente as difíceis relações que o povo iugoslavo mantinha com seus vizinhos no passado. A mudança mais significativa nas fronteiras da SFRY ocorreu em 1954, quando o adjacente Território Livre de Trieste foi dissolvido pelo Tratado de Osimo. A Zona B iugoslava que estava sob ocupação militar do Exército do Povo Iugoslavo desde 1945, que cobria 515,5km2, tornou-se parte da RSFI . Em 1991, o território da RSFI se desintegrou quando os estados independentes da Eslovênia, Croácia, Macedônia e Bósnia e Herzegovina se separaram dele, embora os militares iugoslavos controlassem partes da Croácia e da Bósnia antes da dissolução do estado. Em 1992, apenas as repúblicas da Sérvia e Montenegro permaneceram comprometidas com a união e formaram a República Federal da Iugoslávia (RFI) naquele ano.

## Dados demográficos

### Grupos étnicos

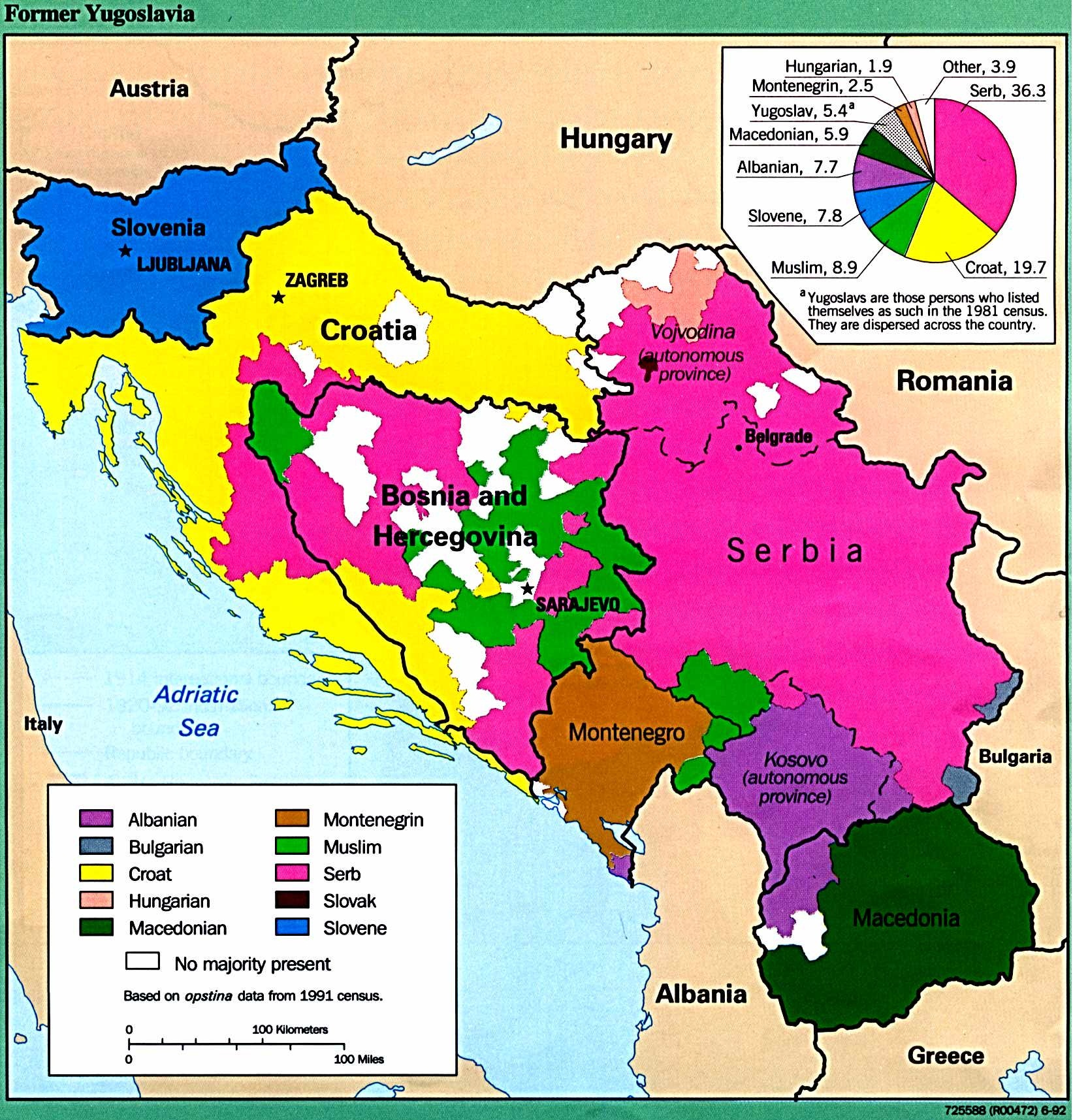
Mapa étnico (1991)

A RSFI reconhecia "nações" (narodi) e "nacionalidades" (narodnosti) separadamente;  o primeiro incluía os povos eslavos do sul constituintes (croatas, macedônios, montenegrinos, muçulmanos (de 1971), sérvios e eslovenos), enquanto o segundo incluía outros grupos étnicos eslavos e não eslavos, como eslovacos, búlgaros, russinos e tchecos (eslavos); ou albaneses, húngaros, ciganos, turcos, romenos, valáquios, italianos e alemães (não eslavos). No total, cerca de 26 grupos étnicos consideráveis conhecidos viviam na Iugoslávia. Havia também uma designação étnica iugoslava, para as pessoas que queriam se identificar com todo o país, incluindo pessoas nascidas de pais em casamentos mistos. 

### Religião
Durante o regime comunista, a percentagem de pessoas que se identificam como religiosas diminuiu significativamente. Por um lado, a percentagem de ateus e de pessoas não religiosas aumentou de 12,6% em 1951 para 31,6% em 1987 (tornando-os uma pluralidade da população), por outro lado, a percentagem de cristãos ortodoxos e católicos caiu de 41,2 e 31,7% para 27,8 e 23,8%, mas a percentagem de muçulmanos aumentou ligeiramente de 12,3 para 15,7%.
Em 1987, a porcentagem de ateus era particularmente alta em Montenegro e particularmente baixa em Kosovo, onde 54,2% e 6,5% se identificaram como não religiosos. O catolicismo era mais presente na Croácia e na Eslovênia, representando 64,9% e 68,4% da população (em comparação com 73,9% e 82,8% em 1951), enquanto a ortodoxia representava 39,6% e 54,2% na Sérvia e na Macedônia (65,8% e 57,4% em 1951). Os muçulmanos eram mais prevalentes na Bósnia e em Kosovo, com 34,4% e 77,8%, respectivamente, em comparação com uma proporção de 32,2% e 67,3% em 1951. 

### Línguas
A população da Iugoslávia falava principalmente três idiomas: servo-croata, esloveno e macedônio. O servo-croata era falado pelas populações nas repúblicas federadas da RS Sérvia, RS Croácia, RS Bósnia e Herzegovina e RS Montenegro — um total de 17 milhões de pessoas no final dos anos 1980. O esloveno era falado por aproximadamente 2 milhões de habitantes da RS Eslovênia, enquanto o macedônio era falado por 1,8 milhão de habitantes da RS Macedonia. As minorias nacionais também usavam seus próprios idiomas, com 506.000 falantes de húngaro (principalmente em SAP Vojvodina) e 2.000.000 de pessoas falando albanês em RS Sérvia (principalmente em Kosovo), RS Macedônia e RS Montenegro. Turco, romeno (principalmente em Vojvodina) e italiano (principalmente na Ístria e partes da Dalmácia) também eram falados em menor grau. Os albaneses iugoslavos, quase exclusivamente Ghegs, optaram por usar a língua padrão unificada da Albânia predominantemente baseada em Tosk albanês (um dialeto diferente), por razões políticas. As três línguas principais pertencem ao grupo de línguas eslavas do sul e são, portanto, semelhantes, permitindo que a maioria das pessoas de diferentes áreas se entendam. Os intelectuais estavam familiarizados principalmente com as três línguas, enquanto pessoas de meios mais modestos da RS Eslovênia e RS da Macedônia tiveram a oportunidade de aprender servo-croata durante o serviço obrigatório nas forças armadas federais. O próprio servo-croata é composto de três dialetos, Shtokavian, Kajkavian e Chakavian, com Shtokavian usado como o dialeto oficial padrão da língua. O servo-croata oficial (Shtokavian) foi dividido em duas variantes semelhantes, a variante croata (ocidental) e a variante sérvia (oriental), com pequenas diferenças diferenciando as duas. Dois alfabetos usados na Iugoslávia eram: o alfabeto latino e a escrita cirílica. Ambos os alfabetos foram modificados para uso pelos servo-croatas no século 19, portanto, o alfabeto latino servo-croata é mais conhecido como alfabeto latino de Gaj, enquanto o cirílico é conhecido como alfabeto cirílico sérvio. O servo-croata usa ambos os alfabetos, o esloveno usa apenas o alfabeto latino e o macedônio usa apenas o alfabeto cirílico. As variantes bósnias e croatas da língua usavam exclusivamente o latim, enquanto a variante sérvia usava tanto o latim quanto o cirílico.

### Emigração
O pequeno ou negativo crescimento populacional na ex-Iugoslávia refletiu um alto nível de emigração. Mesmo antes da dissolução do país, durante as décadas de 1960 e 1970, a Iugoslávia era uma das mais importantes "sociedades de origem" da migração internacional. Uma importante sociedade receptora foi a Suíça, alvo de um total estimado de 500.000 migrantes, que agora representam mais de 6% da população suíça total. 60% da emigração iugoslava na Europa estava situada na Alemanha Ocidental, onde eram conhecidos como Gastarbeiters.  Números significativos emigraram para a Áustria, Austrália, Suécia e também para os Estados Unidos e Canadá.
A emigração de trabalhadores iugoslavos foi legalizada em 1963, quando a Iugoslávia passou por uma recessão econômica, uma alta taxa de desemprego e uma dívida crescente em moeda forte nos dois anos anteriores, embora outro fator para a decisão tenha sido a já generalizada travessia ilegal de iugoslavos em busca de trabalhar no exterior como 'turistas' ao longo da segunda metade da década de 1950. A liderança iugoslava continuaria dedicada a fortalecer e proteger os direitos de seus trabalhadores no exterior, por meio de embaixadas, consulados, sindicalistas e "assistentes sociais" que entre os trabalhadores regulares eram responsáveis por oferecer-lhes apoio jurídico e social.

## Educação

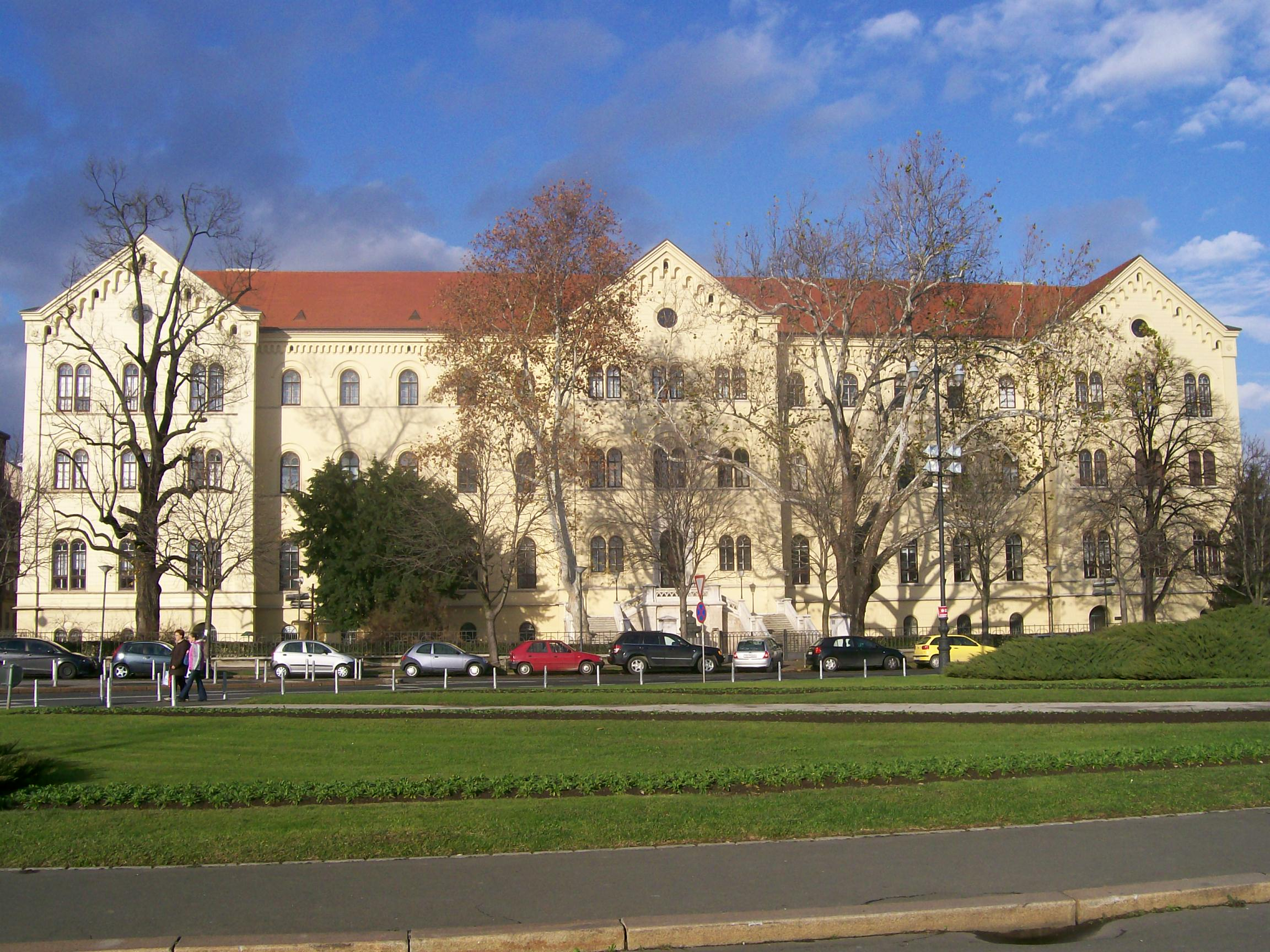
O edifício principal da Universidade de Zagreb e adjacente Faculdade de Direito

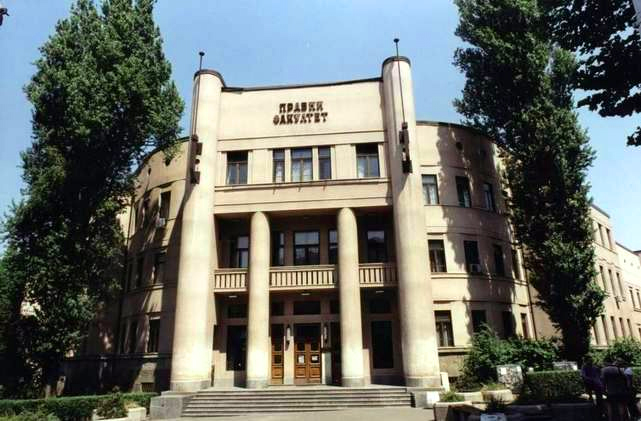
O prédio da Escola de Direito de Belgrado

O período de existência da RSF Iugoslávia foi marcado por um desenvolvimento significativo no campo da educação. O período imediato após a Segunda Guerra Mundial foi marcado pela organização de cursos generalizados de alfabetização que resultaram na diminuição do número de cidadãos analfabetos (particularmente mulheres que constituíam 70% dos alunos) de 4.408.471 (44,6% da população acima de 10 anos em 1931) para 3.162.941 (25,4% da população acima de 10 anos em 1948), 3.066.165 (21% em 1961), 2.549.571 (15,1% em 1971) e 1.780.902 (9,5% em 1981) e com aumento contínuo da idade média entre população analfabeta. Em 1946 existiam 10.666 escolas primárias com 1.441.679 alunos e 23.270 professores, enquanto o número de alunos do ensino básico atingiu o pico no ano lectivo de 1975/76 com 2.856.453 alunos. O país introduziu a educação pública elementar universal de oito anos em 1958. Entre 1946 e 1987, o número de escolas secundárias na Iugoslávia aumentou de 959 para 1.248 com 6,6% da população com diploma de ensino médio em 1953 e 25,5% em 1981. Apenas 0,6% da população possuía diploma de ensino superior em 1953, com número subindo para 1,3% em 1961, 2,8% em 1971 e 5,6% em 1981. Enquanto a economia e o mercado de trabalho do reino entre guerras eram incapazes de absorver um número significativamente menor de trabalhadores qualificados, a economia iugoslava do pós-guerra, apesar das melhorias, enfrentava continuamente a falta de força de trabalho qualificada.

### Universidades

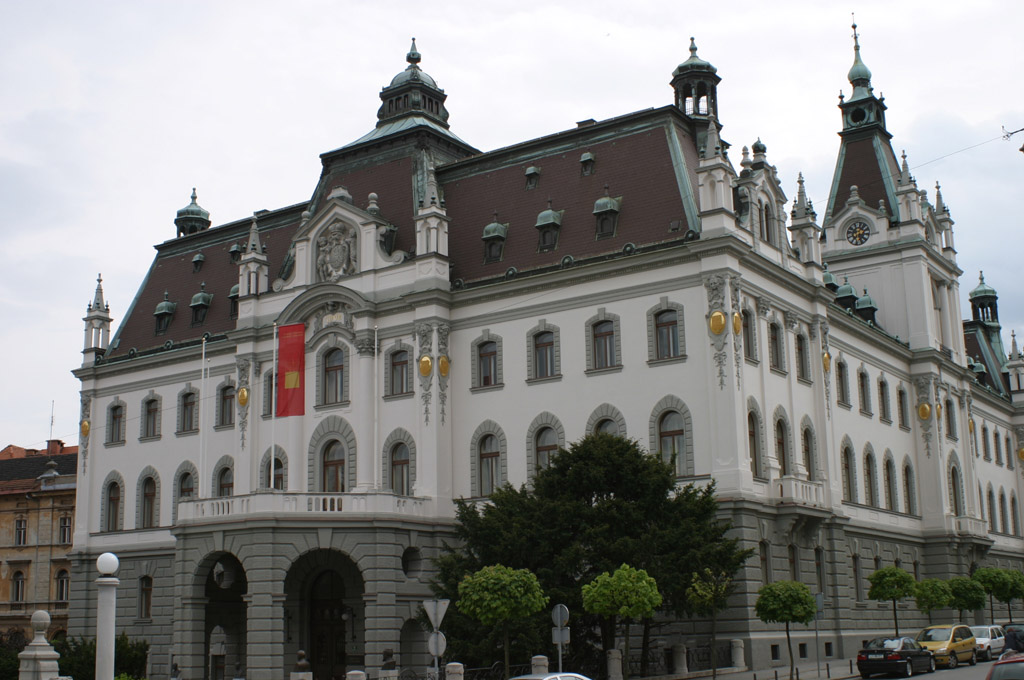
O edifício principal da Universidade de Ljubljana

A Universidade de Zagreb (fundada em 1669), a Universidade de Belgrado (fundada em 1808) e a Universidade de Ljubljana (fundada em 1919) já existiam antes da criação da Iugoslávia socialista. Entre 1945 e 1992 numerosas universidades foram estabelecidas em todo o país: 
- Universidade de Sarajevo (1949)
- Universidade de Skopje (1949)
- Universidade de Novi Sad (1960)
- Universidade Haxhi Zeka em Peja / Peć (1960/61)
- Universidade de Niš (1965)
- Universidade de Pristina (1970)
- Universidade de Artes de Belgrado (1973)
- Universidade de Rijeka (1973)
- Universidade de Split (1974)
- Universidade de Titogrado (1974)
- Universidade de Banja Luka (1975)
- Universidade de Maribor (1975)
- Universidade de Osijek (1975)
- Universidade de Kragujevac (1976)
- Universidade de Tuzla (1976)
- Universidade de Mostar (1977)
- Universidade de Bitola (1979)

## Artes
Antes do colapso da Iugoslávia na década de 1990, a Iugoslávia tinha uma sociedade multicultural moderna. A atenção característica foi baseada no conceito de fraternidade e unidade e na memória da vitória dos guerrilheiros comunistas iugoslavos contra fascistas e nacionalistas como o renascimento do povo iugoslavo, embora todas as formas de arte tenham florescido livremente, ao contrário de outros países socialistas. Na SFRY, a história da Iugoslávia durante a Segunda Guerra Mundial era onipresente e era retratada como uma luta não apenas entre a Iugoslávia e as Potências do Eixo, mas também como uma luta entre o bem e o mal dentro da Iugoslávia com os guerrilheiros multiétnicos iugoslavos representados como os "bons " Iugoslavos lutando contra iugoslavos "malvados" manipulados — os Ustaše croatas e os Chetniks sérvios. O SFRY foi apresentado ao seu povo como o líder do movimento não alinhado e que o SFRY se dedicava a criar um mundo marxista justo e harmonioso. Artistas de diferentes etnias no país eram populares entre outras etnias, e a indústria cinematográfica na Iugoslávia evitou conotações nacionalistas até a década de 1990. Ao contrário de outras sociedades socialistas, a Iugoslávia era considerada tolerante com uma arte popular e clássica, desde que não criticasse excessivamente o regime governante, o que fazia a Iugoslávia parecer um país livre, apesar de sua estrutura de regime de partido único.

### Literatura

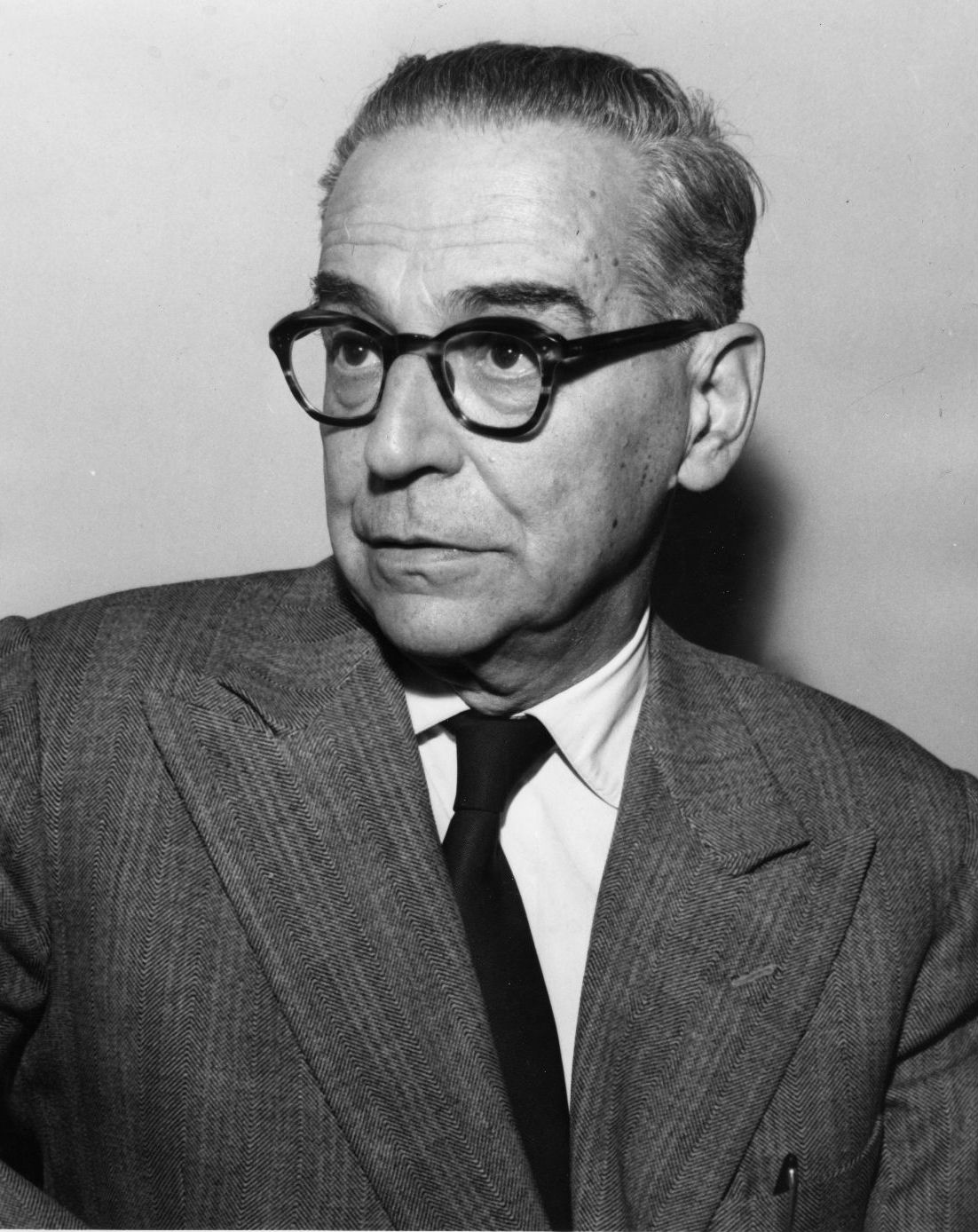
Ivo Andrić, premiado com o Prêmio Nobel de Literatura de 1961

Um número significativo de escritores iugoslavos apoiou os esforços dos guerrilheiros iugoslavos durante a Segunda Guerra Mundial, sendo alguns dos mais proeminentes Vladimir Nazor, Oton Župančič, Matej Bor, Kočo Racin, Kajuh, Ivan Goran Kovačić, Skender Kulenović e Branko Ćopić. O realismo socialista foi um estilo dominante nos primeiros anos após a guerra, mas uma atitude muito mais pluralista se desenvolveu mais tarde. Ao longo do período, a literatura iugoslava foi abordada como um termo genérico para várias literaturas locais com características próprias e diversidade interna. O avanço internacional mais importante para a literatura iugoslava foi o Prêmio Nobel de Literatura de 1961, concedido a Ivo Andrić. Outros proeminentes escritores iugoslavos da época foram Miroslav Krleža, Meša Selimović, Mak Dizdar e outros.

### Artes gráficas
Pintores notáveis incluem: Đorđe Andrejević Kun, Petar Lubarda, Mersad Berber, Milić od Mačve e outros. O escultor proeminente foi Antun Augustinčić, que fez um monumento em frente à sede das Nações Unidas na cidade de Nova York. 

### Cinema
O cinema iugoslavo contou com atores notáveis Danilo Stojković, Mustafa Nadarević, Bata Živojinović, Dragan Nikolić, Ljubiša Samardžić, Boris Dvornik, Milena Dravić, Bekim Fehmiu, Rade Šerbedžija, entre muitos outros.  Os diretores de cinema incluíram: Emir Kusturica, Dušan Makavejev, Duša Počkaj, Goran Marković, Lordan Zafranović, Goran Paskaljević, Živojin Pavlović e Hajrudin Krvavac . Muitos filmes iugoslavos apresentavam eminentes atores estrangeiros, como Orson Welles, Sergei Bondarchuk, Franco Nero e Yul Brynner no indicado ao Oscar Bitka na Neretvi, e Richard Burton em Sutjeska. Além disso, muitos filmes estrangeiros foram rodados em locações na Iugoslávia, incluindo equipes domésticas, como Force 10 de Navarone, Armor of God, bem como Escape from Sobibor.

### Música

#### Música tradicional
Artistas proeminentes da música tradicional foram o premiado conjunto Tanec, a intérprete de música cigana Esma Redžepova e outros. Um gênero muito popular na Iugoslávia, também exportado para outros países vizinhos, e também popular entre a emigração iugoslava em todo o mundo, foi o Narodna muzika. A música folclórica mais popular da Eslovênia era tocada pelos irmãos Avsenik (Ansambel bratov Avsenik) e Lojze Slak. A música folk surgiu com força durante as décadas de 1970 e 1980, e nas décadas de 1980 e 1990 o chamado estilo novokomponovana muzika apareceu e deu lugar ao polêmico estilo turbo-folk. Lepa Brena na década de 1980 tornou-se a cantora mais popular da Iugoslávia, e uma artista feminina mais vendida com mais de 40 milhões de discos vendidos. Os artistas folk gozaram de grande popularidade e tornaram-se presença constante nos tablóides e na mídia. A cena musical iugoslava em seus diversos gêneros tornou-se conhecida internacionalmente, desde a música folclórica tradicional sendo apreciada em todo o mundo, passando pela música rock-pop sendo apreciada no leste e, em menor grau, na Europa Ocidental, até a música turbo-folk sendo amplamente exportada para países vizinhos.

#### Música clássica
O pianista Ivo Pogorelić e o violinista Stefan Milenković foram intérpretes de música clássica aclamados internacionalmente, enquanto Jakov Gotovac foi um proeminente compositor e maestro.

#### Música popular

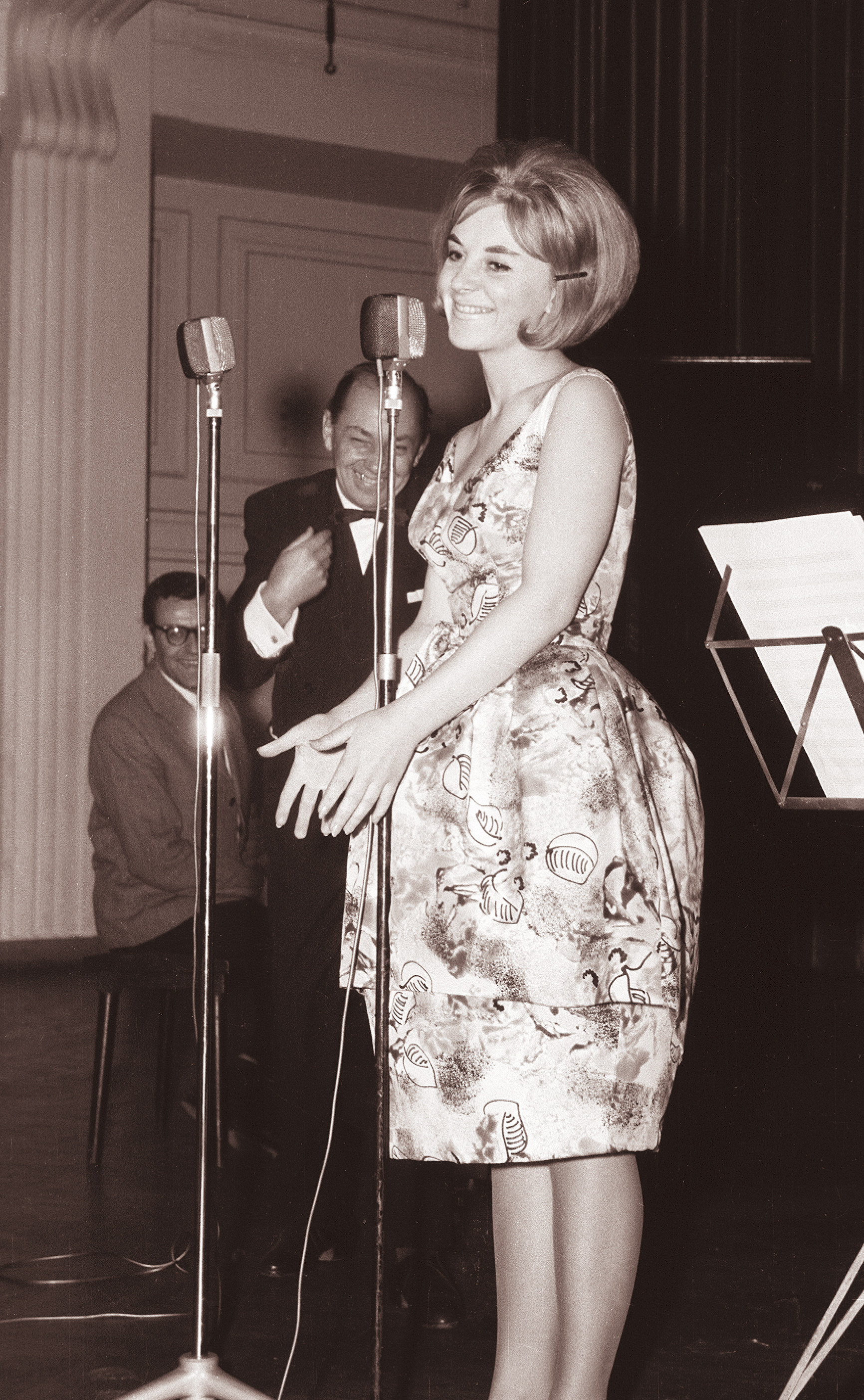
Gabi Novak se apresentando em Maribor em 1961

A Iugoslávia tinha um grau moderadamente alto de liberdade artística e musical, em parte devido à ruptura Tito-Stalin, que viu o país buscar relações positivas com muitos países fora do Bloco Oriental.(p862) A música popular na Iugoslávia teve uma gama diversificada de influências estilísticas de todo o mundo. A música popular influenciada pelo Ocidente era socialmente aceita, mais do que nos países do Bloco Oriental, e era bem coberta pela mídia, que incluía vários shows, revistas de música, programas de rádio e TV. Aspirantes a artistas podiam viajar para os países capitalistas da Europa Ocidental e trazer de volta instrumentos musicais e equipamentos.

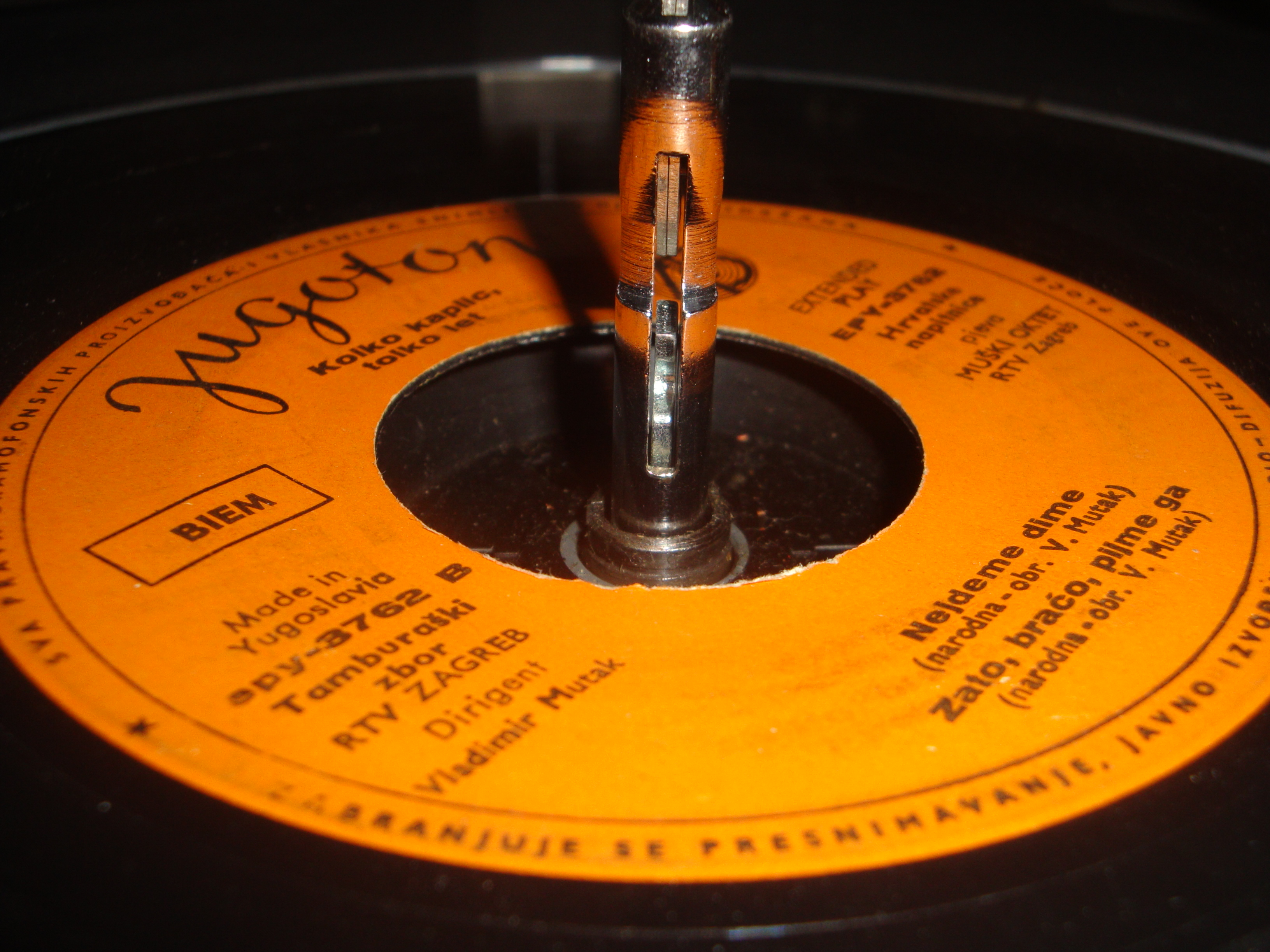
A Jugoton era a maior gravadora iugoslava.

Antes da Segunda Guerra Mundial, a Iugoslávia estava entre os países menos desenvolvidos da Europa. (p861)Além de uma pequena elite urbana, grande parte da população era analfabeta, sem acesso a formação musical, instrumentos e rádios. (p861) O país também sofreu um dos maiores graus de perdas na Europa desde a Segunda Guerra Mundial. (p861) Durante a década de 1940, o Partido Comunista da Iugoslávia promoveu ativamente o realismo socialista por meio do agitprop, incluindo a música. (p865) Muitos líderes do partido menosprezaram a música popular de estilo ocidental, como o jazz, com essa música sendo muitas vezes estigmatizada ou censurada. (p866) No entanto, devido à sua geografia, as Repúblicas Socialistas da Eslovênia e da Croácia tiveram grande exposição à música popular das vizinhas Áustria e Itália durante esse período. (864-865) Em vez disso, a música importada da União Soviética era comum, mas os funcionários do Partido Comunista também desconfiavam disso e muitos se sentiam menosprezados pelos funcionários soviéticos. (866-867)
Em 1948, a Iugoslávia foi expulsa do Cominform. (p862) Com essa expulsão, o Partido Comunista da Iugoslávia não sentiu mais a necessidade de se envolver em políticas culturais de estilo stalinista que suprimiam a música popular não propagandista. (p862) No entanto, ao longo da década de 1950, alguns oficiais do Partido permaneceram antagônicos à música dos países ocidentais. (868-869) À medida que o país buscava promover mais relacionamentos fora do Bloco Oriental, a Iugoslávia se abriu cada vez mais no final dos anos 1950. (p862) Durante a década de 1950, a Iugoslávia acolheu e hospedou muitas estrelas internacionais famosas. (p862)
A economia da Iugoslávia cresceu rapidamente durante a década de 1950, permitindo que mais recursos fossem alocados para bens de consumo, incluindo música. (p870) O número de rádios no país aumentou vertiginosamente, assim como a produção de discos. (p870) Embora ainda tolerantes com a música estrangeira, os líderes políticos do país também procuraram desenvolver a música popular que eles sentiram que incorporava a própria identidade nacional da Iugoslávia, (p862) e muitos continuaram a perceber a influência cultural americana como politicamente propagandística. (p863) Na década de 1950, festivais nacionais de música popular e associações de artistas foram sendo estabelecidos e promovidos. (868, 871) Muitos artistas iugoslavos populares surgiram durante esse período, incluindo nomes notáveis como Đorđe Marjanović, Gabi Novak, Majda Sepe, Zdenka Vučković e Vice Vukov. (p871) A cena do rock iugoslavo, que surgiu no final dos anos 1950, geralmente seguia as tendências da Europa Ocidental e americana com influência local e do Leste Europeu. Nessa época, o país teve um intenso intercâmbio cultural com o México, o que levou ao surgimento de um gênero musical local que fundia elementos tradicionais mexicanos, conhecido como Yu-Mex. A ascendência da música popular iugoslava foi abraçada pelo estado, que a promoveria ativamente no exterior. (p871) A Iugoslávia entrou no Festival Eurovisão da Canção em 1961, tornando-se o único país socialista autoproclamado, do Leste Europeu e predominantemente eslavo a fazê-lo. (871-872) A entrada da Iugoslávia no Festival Eurovisão da Canção de 1989, "Rock Me", interpretada pelo grupo Riva, venceu o concurso, marcando o único primeiro lugar da Iugoslávia na competição durante sua história.

#### Rock

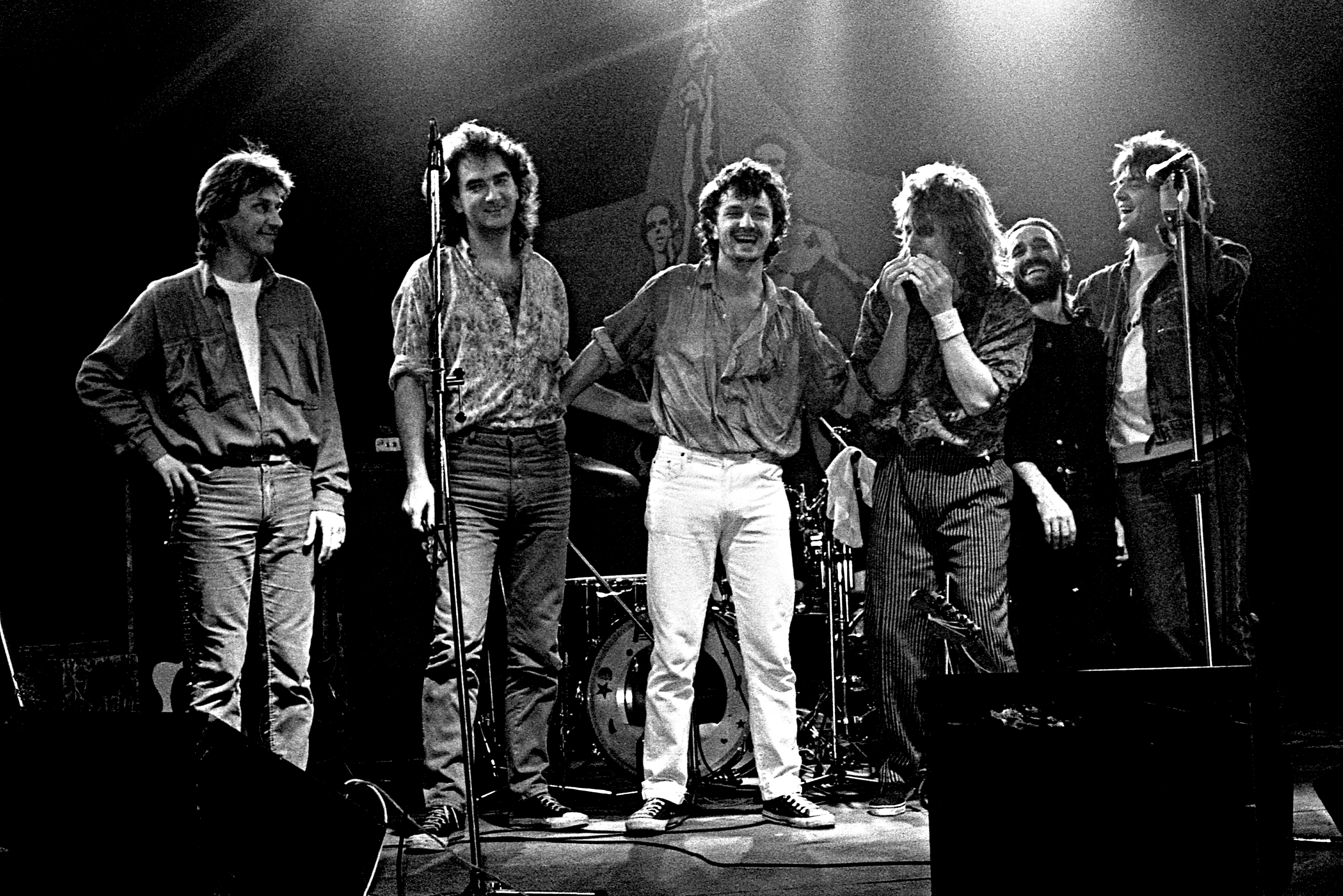
Bijelo Dugme em 1986; o grupo é geralmente considerado a banda mais popular da cena rock iugoslava.

A cena de rock iugoslava, que surgiu no final da década de 1950, geralmente seguia tendências da Europa Ocidental e dos Estados Unidos, com influências da música tradicional local e da tradição poética. Durante a década de 1960, a música rock recebeu poucas críticas das autoridades comunistas e muito mais dos círculos culturais conservadores.   No final da década, a cena rock iugoslava estava bem coberta pela mídia, com uma série de festivais, revistas de música e programas de rádio e TV dedicados à nova música.  Durante a década de 1970, a música rock foi aceita pelo público iugoslavo como a música da juventude iugoslava e uma forma artística, com várias bandas desfrutando de grande popularidade e atenção da mídia.  Na década de 1970, as primeiras vozes críticas à realidade social iugoslava surgiram na cena rock iugoslava; as vozes críticas aumentaram após a morte de Tito em 1980, com a crescente liberalização e novas tendências nas artes e na cultura.  Trabalhando com relativa liberdade criativa, tanto os grupos de rock tradicionais como os undergrounds, embora geralmente não questionassem o sistema socialista, o governo da Liga dos Comunistas ou a autoridade do presidente Tito, gravaram canções que retratavam aspectos negativos do socialismo iugoslavo. 
Bandas da década de 1960 como Bijele Strijele, Iskre, Roboti, Siluete, Crveni Koralji, Elipse, Zlatni Dečaci, Crni Biseri, Sanjalice, Kameleoni, Mi, Bele Vrane, Grupa 220 e Žeteoci inicialmente tocavam principalmente covers de beat internacional, ritmo e blues e soul sucessos, introduzindo suas próprias músicas em seu repertório na segunda metade da década, alcançando grande popularidade entre a juventude do país.  No final da década, o rock progressivo, psicodélico e jazz foi introduzido na cena através dos trabalhos de bandas como Indexi e Korni Grupa.  O rock progressivo e o jazz dominariam a cena rock iugoslava ao longo da década de 1970, com bandas como Indexi, Korni Grupa, YU Grupa, Smak, Time, Pop Mašina, Drugi Način, Teška Industrija, Leb i Sol, September, Tako e Igra Staklenih Perli desfrutando grande popularidade.   Algumas das bandas de rock progressivo e jazz incorporaram elementos da música tradicional dos Balcãs em seu trabalho; Bijelo Dugme, formada em 1974, liderada pelo guitarrista Goran Bregović e liderada pelo cantor Željko Bebek, ganhou enorme popularidade com seu som progressivo e hard rock influenciado pelo folk.  Durante a década, a cena também viu o aparecimento de cantores e compositores proeminentes como Drago Mlinarec, Jadranka Stojaković, Đorđe Balašević, Andrej Šifrer e Miladin Šobić,  cantores solo populares, como Josipa Lisac, Zdravko Čolić e Slađana Milošević,  vibrante cena de rock acústico, com bandas como Vlada i Bajka, S Vremena Na Vreme e Suncokret,  e bandas de rock de vanguarda como Buldožer e Laboratorija Zvuka .  A segunda metade da década trouxe o aparecimento de bandas populares de hard rock e heavy metal Atomsko Sklonište, Generacija 5, Divlje Jagode, Vatreni Poljubac e Riblja Čorba, este último alcançando enorme popularidade devido às letras provocativas de seu vocalista, de cunho social e político. Bora Đorđević. 
O final da década de 1970 trouxe o surgimento das cenas punk rock e new wave iugoslavas, intimamente associadas. As cenas atingiram seu auge no início dos anos 1980, com artistas como Paraf, Azra, Pankrti, Prljavo Kazalište, Film, Pekinška Patka, Haustor, Lačni Franz, Idoli, Električni Orgazam, Šarlo Akrobata, U Škripcu, Piloti e outros gravando canções que criticavam o social iugoslavo. realidade, experimentando e conjugando outras formas de arte, com alguns veteranos, como Bijelo Dugme, Buldožer e Parni Valjak, juntando-se à nova e exuberante cena.  Em 1983, a cena viu seu declínio, com alguns artistas, como Prljavo Kazalište, Film, Električni Orgazam e Piloti, se voltando para um som mais comercial de rock e pop rock, enquanto outros continuaram com uma abordagem artística e experimental em bandas recém-formadas como Disciplina Kičme e Ekatarina Velika. 
Em meados da década de 1980, a cena rock iugoslava era considerada uma das mais ricas e vibrantes da Europa. A Iugoslávia foi um dos sete países não anglófonos que participaram da iniciativa Live Aid, contribuindo com o single beneficente "Za milion godina" e o concerto correspondente realizado no Estádio Estrela Vermelha.  Durante a década de 1980, a cena iugoslava gerou seus próprios movimentos autênticos, como Neue Slowenische Kunst, no qual o papel central foi desempenhado pela provocativa banda industrial Laibach,  New Primitives, com as bandas Zabranjeno Pušenje e Elvis J. Kurtović & His Meteors,  e New Partisans, com as bandas Bijelo Dugme, Plavi Orkestar e Merlin.  Durante a década, grandes vendas de álbuns e shows esgotados em arenas esportivas foram apreciados por bandas de rock e pop rock como Bijelo Dugme, Riblja Čorba, Parni Valjak, Plavi Orkestar, Bajaga i Instruktori, Galija, Aerodrom, Oliver Mandić, Zana, Poslednja Igra Leptira, Xenia, Bebi Dol, Valentino, Đavoli e Crvena Jabuka, bandas de synth-pop como Laki Pingvini, Denis & Denis e Videosex, bandas de art pop como Boa e Dorian Gray, e bandas de funk rock como Oktobar 1864 e Dino Dvornik.  Grande popularidade também foi desfrutada por bandas de hard rock e glam metal como Divlje Jagode, Kerber, Osmi Putnik e Viktorija, bandas de punk rock como KUD Idijoti, Partibrejkers e Psihomodo Pop, mas também por bandas alternativas e vanguardistas como Laibach, Ekatarina Velika e Rambo Amadeus. Durante a década, a forte cena underground também se desenvolveu, com artistas como Mizar e Satan Panonski desenvolvendo um forte culto de seguidores. 

### Patrimônio arquitetônico
Embora as cidades e vilas iugoslavas se assemelhassem arquitetonicamente e seguissem os estilos da Europa Central e do Sudeste, o que se tornou mais característico do período SFRY foi a criação de edifícios e bairros de arquitetura de estilo modernista ou brutalista. As cidades iugoslavas expandiram-se muito durante este período e o governo muitas vezes optou pela criação de bairros planejados modernistas para acomodar a crescente classe média trabalhadora. Exemplos típicos são os bairros de Novi Beograd e Novi Zagreb em duas grandes cidades.
- Monumentos e memoriais iugoslavos da Segunda Guerra Mundial
- Lista dos monumentos dos Heróis Populares da Iugoslávia

## Esportes
A Iugoslávia desenvolveu uma forte comunidade de esportes atléticos, principalmente em esportes coletivos, como futebol, basquete, handebol, pólo aquático e vôlei.

### Futebol
A maior conquista do futebol do país veio em nível de clube, com o Estrela Vermelha de Belgrado vencendo a Copa da Europa de 1990-91, derrotando o Olympique de Marseille na final disputada em 29 de maio de 1991. Mais tarde naquele ano, eles se tornaram campeões mundiais de clubes ao vencer o Colo-Colo por 3 a 0 na Copa Intercontinental.
Anteriormente, o Red Star havia chegado à final de duas mãos daCopa da UEFA de 1978–79, enquanto o Partizan, rival de Belgrado, foi o finalista da Copa da Europa de 1965-66. O Dinamo Zagreb venceu a Copa das Cidades com Feiras de 1966–67. Além disso, Čelik Zenica (duas vezes), Red Star Belgrado, Vojvodina, Partizan, Iskra Bugojno e Borac Banja Luka venceram a Copa Mitropa; enquanto Velež Mostar, Rijeka, Dinamo Zagreb e Radnički Niš, venceram a Copa dos Balcãs.
No nível da seleção nacional, a Seleção Iugoslava de Futebol se classificou para sete Copas do Mundo da FIFA, o melhor resultado vindo em 1962 no Chile com um 4º lugar (igualando a conquista do Reino da Iugoslávia em 1930). O país também disputou quatro Campeonatos da Europa. Os melhores resultados vieram em 1960 e 1968, quando o time perdeu nas finais — em 1960 para a União Soviética e em 1968 para a Itália. A Iugoslávia também foi o primeiro país fora da Europa Ocidental a sediar um Campeonato Europeu, o UEFA Euro 1976.
Além disso, a equipe olímpica iugoslava conquistou o ouro nas Olimpíadas de 1960 em Roma, tendo anteriormente conquistado a prata nos três Jogos Olímpicos anteriores — 1948 em Londres, 1952 em Helsinque e 1956 em Melbourne. A equipe também conquistou o bronze em 1984 em Los Angeles.
Na categoria juvenil, a seleção sub-20 da Iugoslávia se classificou para apenas dois Campeonatos Mundiais Juvenis da FIFA, mas venceu em 1987 no Chile enquanto a seleção sub-21 da Iugoslávia se classificou para quatro Campeonatos Europeus de Futebol Sub-21 da UEFA vencendo a edição inaugural em 1978 e vindo vice-campeão em 1990.
Na frente do jogador individual, a Iugoslávia produziu alguns artistas notáveis no cenário mundial; como Rajko Mitić, Stjepan Bobek, Bernard Vukas, Vladimir Beara, Dragoslav Šekularac, Milan Galić, Josip Skoblar, Ivan Ćurković, Velibor Vasović, Dragan Džajić, Safet Sušić, Dragan Stojković, Dejan Savićević, Darko Panč ev, Robert Prosinečki, e outros.

### Basquetebol
Ao contrário do futebol, que herdou muito de sua infraestrutura e know-how do Reino da Iugoslávia antes da Segunda Guerra Mundial, o basquete teve muito pouca herança anterior. O esporte foi assim nutrido e desenvolvido do zero na Iugoslávia comunista por meio de entusiastas individuais como Nebojša Popović, Bora Stanković, Radomir Šaper, Aca Nikolić e Ranko Žeravica. Embora membro da Fiba desde 1936, a seleção nacional não se classificou para uma grande competição até depois da Segunda Guerra Mundial . Em 1948, a associação guarda-chuva de basquete do país, a Federação Iugoslava de Basquete (KSJ), foi estabelecida.
Após sua estreia nas principais competições no EuroBasket 1947, a seleção iugoslava não demorou muito para se tornar uma candidata ao cenário mundial com a primeira medalha, uma prata, chegando no EuroBasket 1961. Os resultados mais notáveis do país foram a conquista de três Campeonatos Mundiais da Fiba (em 1970, 1978 e 1990), uma medalha de ouro nas Olimpíadas de Moscou em 1980, além de cinco Campeonatos Europeus (três deles consecutivos em 1973, 1975 e 1977, seguidos de por mais duas consecutivas em 1989 e 1991 ). Como resultado da vitória no Campeonato Mundial da Fiba em 1970, o basquete experimentou um aumento significativo de popularidade em todo o país, levando as autoridades a iniciar a construção de várias instalações esportivas cobertas. Algumas das arenas construídas durante este período incluem: Dom Sportova de Zagreb (1972), Hala Pionir de Belgrado (1973), Baldekin Sports Hall em Šibenik (1973), Dvorana Mladosti em Rijeka (1973), Hala Pinki no município de Zemun em Belgrado (1974), Centro Esportivo Čair em Niš (1974), Hala Jezero de Kragujevac (1978), Centro Esportivo Morača em Titogrado (1978), Centro Esportivo Gripe em Split (1979), etc.
Simultaneamente, em nível de clube, um sistema de liga de vários níveis foi estabelecido em 1945 com a Primeira Liga Federal no topo da pirâmide. Inicialmente jogados ao ar livre — em superfícies de concreto e argila — e disputados do início da primavera até meados do outono no mesmo ano civil devido a restrições climáticas, os jogos da liga começaram a ser disputados em ambientes fechados a partir de outubro de 1967, apesar do país ainda carecer de infraestrutura adequada. Inicialmente jogado em salões de feira improvisados e armazéns industriais, o basquete de clube na Iugoslávia experimentou uma atualização organizacional significativa após a vitória do Campeonato Mundial da Fiba em 1970 com as autoridades comunistas do país autorizando a construção de dezenas de arenas esportivas cobertas em todo o país para que muitos clubes encontrassem residências permanentes. Os clubes iugoslavos venceram a Copa dos Campeões Europeus, a principal competição de clubes de basquete do continente, em sete ocasiões — KK Bosna em 1979, KK Cibona em 1985 e 1986, KK Split em 1989, 1990 e 1991 e KK Partizan em 1992.
Jogadores notáveis incluíram Radivoj Korać, Ivo Daneu, Krešimir Ćosić, Zoran Slavnić, Dražen Dalipagić, Dragan Kićanović, Mirza Delibašić, Dražen Petrović, Vlade Divac, Dino Rađa, Toni Kukoč e Žarko Paspalj.

### Pólo aquático
O polo aquático é outro esporte com forte herança na época anterior à criação da Iugoslávia comunista. Ao longo dos anos 1950 e início dos anos 1960, a seleção iugoslava sempre foi uma candidata, mas nunca conseguiu chegar à etapa final. Foi nas Olimpíadas de 1968 que a geração comandada por Mirko Sandić e Ozren Bonačić finalmente conquistou o ouro, ao vencer a União Soviética na prorrogação. O país conquistou mais dois ouros olímpicos – em 1984 e 1988. Conquistou ainda dois títulos de Mundiais – em 1986 e 1991, este último sem jogadores croatas que nessa altura já tinham deixado a seleção nacional. E, finalmente, a equipa conquistou apenas um título do Campeonato da Europa, em 1991, depois de não o ter conseguido nos 40 anos anteriores, durante os quais terminou sempre em segundo ou terceiro lugar. Os anos 1980 e início dos anos 1990 foram a era de ouro do polo aquático iugoslavo, durante a qual jogadores como Igor Milanović, Perica Bukić, Veselin Đuho, Deni Lušić, Dubravko Šimenc, Milorad Krivokapić, Aleksandar Šoštar, etc.

### Handebol
A Iugoslávia ganhou duas medalhas de ouro olímpicas — 1972 em Munique (o handebol voltou como esporte olímpico após uma ausência de 36 anos) e 1984 em Los Angeles. O país também conquistou o título do Campeonato Mundial em 1986. A RSF Iugoslávia nunca chegou a competir no Campeonato Europeu porque a competição foi estabelecida em 1994. Veselin Vujović foi eleito Jogador do Ano em 1988 (primeira vez que a votação foi realizada) pela IHF. Outros jogadores notáveis ao longo dos anos incluíram Abaz Arslanagić, Zoran "Tuta" Živković, Branislav Pokrajac, Zlatan Arnautović, Mirko Bašić, Jovica Elezović, Mile Isaković, etc. Do lado feminino, o jogo também rendeu alguns resultados notáveis — a seleção feminina conquistou o ouro olímpico em 1984 e também conquistou o Campeonato Mundial em 1973. Assim como Veselin Vujović em 1988 no lado masculino, Svetlana Kitić foi eleita a Jogadora do Ano no mesmo ano. Houve grande entusiasmo na Iugoslávia quando Sarajevo foi escolhida como sede dos Jogos Olímpicos de Inverno de 1984.

### Esportes individuais

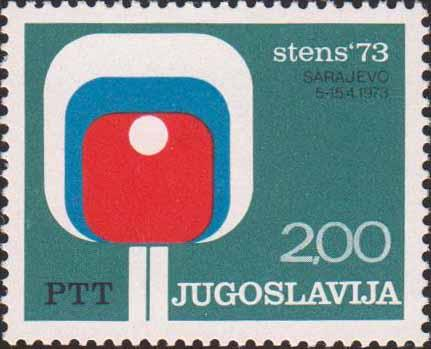
Selo iugoslavo dedicado ao Campeonato Mundial de Tênis de Mesa de 1973

A Iugoslávia também conseguiu produzir uma multidão de atletas de sucesso em disciplinas individuais. O tênis sempre foi um esporte popular e bem seguido no país. Ainda assim, devido à falta de meios financeiros para a infra-estrutura do tênis e apoio aos atletas individuais, as taxas de participação dos jovens iugoslavos no tênis sempre foram baixas em comparação com outros esportes. Tudo isso significava que jogadores talentosos determinados a chegar ao nível profissional precisavam depender principalmente de suas próprias famílias, e não da federação de tênis do país. As jogadoras iugoslavas ainda conseguiram produzir alguns resultados notáveis, principalmente no futebol feminino. Em 1977, o país conquistou seu primeiro campeão de Grand Slam quando a especialista em quadra de saibro Mima Jaušovec venceu em Roland Garros, batendo Florența Mihai; Jaušovec chegou a mais duas finais do Aberto da França (em 1978 e 1983), mas perdeu as duas. Foi com a ascensão do fenômeno adolescente Monica Seles durante o início dos anos 1990 que o país se tornou uma potência no tênis feminino: ela venceu cinco eventos de Grand Slam sob a bandeira da SFR Iugoslávia — dois Abertos da França, dois Abertos da Austrália e um Aberto dos Estados Unidos. Ela conquistou mais três títulos de Grand Slam sob a bandeira da FR Iugoslávia (Sérvia e Montenegro), bem como mais um Grand Slam após a imigração para os Estados Unidos. No tênis masculino, a Iugoslávia nunca produziu um campeão do Grand Slam, embora tivesse dois finalistas. Em 1970, Željko Franulović chegou à final do Aberto da França, perdendo para Jan Kodeš. Três anos depois, em 1973, Nikola Pilić também chegou à final do Aberto da França, mas perdeu para Ilie Năstase. Os esquiadores tiveram muito sucesso nas competições da Copa do Mundo e nas Olimpíadas (Bojan Križaj, Jure Franko, Boris Strel, Mateja Svet). Os pontos de inverno tiveram um impulso especial durante os Jogos Olímpicos de Inverno de 1984, realizados em Sarajevo. O ginasta Miroslav Cerar ganhou vários prêmios, incluindo duas medalhas de ouro olímpicas no início dos anos 1960. Durante a década de 1970, uma dupla de boxeadores iugoslavos, o peso pesado Mate Parlov e o meio-médio Marijan Beneš, ganharam vários campeonatos. Durante o final dos anos 1970 e início dos anos 1980, seus resultados foram igualados pelo peso pesado Slobodan Kačar. Por muitos anos, a Iugoslávia foi considerada a segunda nação de xadrez mais forte do mundo depois da União Soviética. Indiscutivelmente o maior nome do xadrez iugoslavo foi Svetozar Gligorić, que jogou em três Torneios de Candidatos entre 1953 e 1968 e em 1958 ganhou o Distintivo de Ouro como o melhor atleta da Iugoslávia.

## Hino nacional
O hino nacional da Iugoslávia era o hino pan-eslavo "Hei, Eslavos!". Exibido e cantado pela primeira vez nas sessões do AVNOJ durante a Segunda Guerra Mundial, serviu pela primeira vez como um hino estatal de fato da Iugoslávia durante seu estabelecimento provisório em 1943. Sempre teve a intenção de servir como um hino temporário até que um substituto com um tema mais iugoslavo fosse encontrado, o que nunca aconteceu; como resultado, foi reconhecido constitucionalmente em 1988 (e como temporário em 1977), após 43 anos de uso contínuo de fato 'temporário' e apenas alguns anos antes da dissolução. O hino iugoslavo foi herdado por seu sucessor, a união estadual da Sérvia e Montenegro, e também nunca foi substituído durante sua existência, apesar das expectativas semelhantes.

## Legado

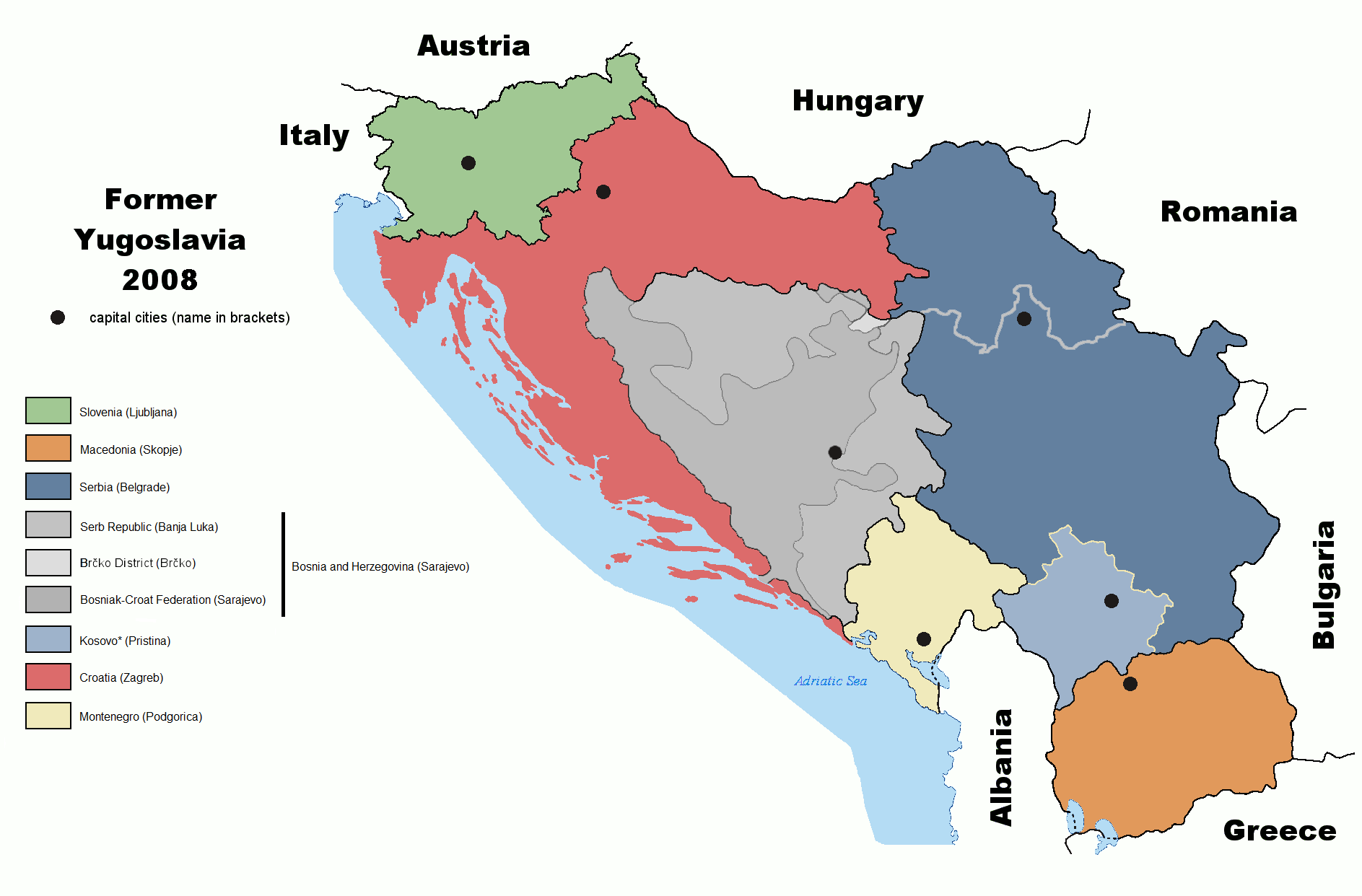
Mapa de 2008 da ex-Iugoslávia

Os estados atuais que sucederam a Iugoslávia ainda hoje são às vezes referidos coletivamente como a ex-Iugoslávia (ou abreviado como Ex-Iu ou similar). Esses países são, listados cronologicamente:
- Eslovênia (desde 1991)
- Croácia (desde 1991)
- Macedônia do Norte (desde 1991; anteriormente Macedônia)
- Bósnia e Herzegovina (desde 1992)
- República Federal da Iugoslávia (Sérvia e Montenegro; 1992–2006)
  - Montenegro (desde 2006)
  - Sérvia (desde 2006)
    - Kosovo (desde 2008; independência contestada)

Em 2001, as ex-repúblicas constituintes chegaram ao Acordo parcialmente implementado sobre questões de sucessão da antiga República Socialista Federativa da Iugoslávia, que entrou em vigor em 2 de junho de 2004.
Todos os estados sucessores são ou foram candidatos à adesão à União Europeia, sendo a Eslovénia e a Croácia os dois que já aderiram à união. A Eslovênia aderiu em 2004 e a Croácia em 2013. Macedônia do Norte, Montenegro e Sérvia são candidatos oficiais. A Bósnia e Herzegovina apresentou candidatura e o Kosovo não apresentou candidatura, mas é reconhecido como um potencial candidato a um possível futuro alargamento da União Europeia. Todos os Estados da ex-Iugoslávia, com exceção do Kosovo, subscreveram o Processo de Estabilização e Associação com a UE. A Missão da União Europeia para o Estado de Direito no Kosovo é um destacamento de recursos civis e policiais da UE para o Kosovo numa tentativa de restabelecer o Estado de direito e combater o crime organizado generalizado.
Os estados sucessores da Iugoslávia continuam a ter uma taxa de crescimento populacional próxima de zero ou negativa. Isso se deve principalmente à emigração, que se intensificou durante e após as guerras iugoslavas, durante os anos 1990 a 2000, mas também devido às baixas taxas de natalidade. Mais de 2,5 milhões de refugiados foram criados pelos combates na Bósnia e Herzegovina e no Kosovo, o que levou a um aumento maciço na imigração norte-americana. Cerca de 120.000 refugiados da ex-Iugoslávia foram registrados nos Estados Unidos de 1991 a 2002, e 67.000 migrantes da ex-Iugoslávia foram registrados no Canadá entre 1991 e 2001.
O crescimento líquido da população nas duas décadas entre 1991 e 2011 foi, portanto, praticamente nulo (abaixo de 0,1% aa em média). Dividido por território:
| País                                                                               | 1991       | 2011       | Taxa de crescimento (CAGR) | Taxa de crescimento (2011 est.) |
| ---------------------------------------------------------------------------------- | ---------- | ---------- | -------------------------- | ------------------------------- |
| Bósnia e Herzegovina                                                               | 4.377.000  | 3.688.865  | –0,9%                      | N / D                           |
| Croácia                                                                            | 4.784.000  | 4.288.000  | −0,6%                      | −0,08%                          |
| Macedônia do Norte                                                                 | 2.034.000  | 2.077.000  | +0,1%                      | +0,25%                          |
| Montenegro                                                                         | 615.000    | 662.000    | +0,4%                      | −0,71%                          |
| Sérvia                                                                             | 9.778.991  | 7.310.000  | -1,5%                      | −0,47%                          |
| Eslovênia                                                                          | 1.913.000  | 2.000.000  | +0,2%                      | −0,16%                          |
| Total                                                                              | 23.229.846 | 21.115.000 | −0,5%                      | N / D                           |
| Fonte: estimativas do CIA Factbook para os estados sucessores, Desde julho de 2011 |            |            |                            |                                 |

A lembrança da época do estado conjunto e seus atributos positivos percebidos, como a estabilidade social, a possibilidade de viajar livremente, o nível de educação e o sistema de bem-estar, é normalmente referido como Iugonostalgia. As pessoas que se identificam com o antigo estado iugoslavo podem se identificar como iugoslavos. Os laços sociais, linguísticos, econômicos e culturais entre os ex-países iugoslavos são algumas vezes chamados de "Iugosfera".